# Saarländische Küche

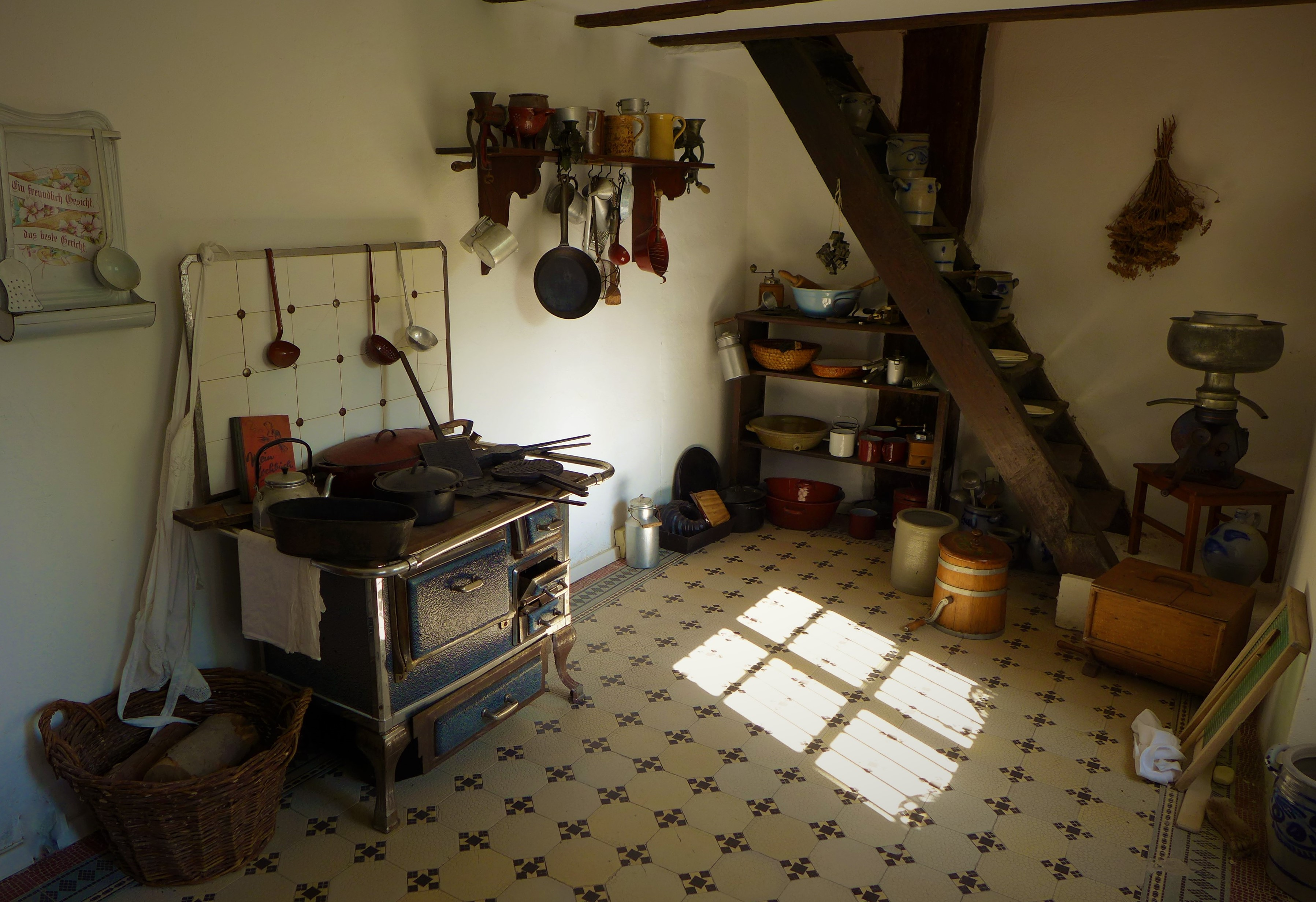
Typische saarländische Küche mit Stangenherd der Zeit um 1900 in einem Bauernhaus auf dem Saargau

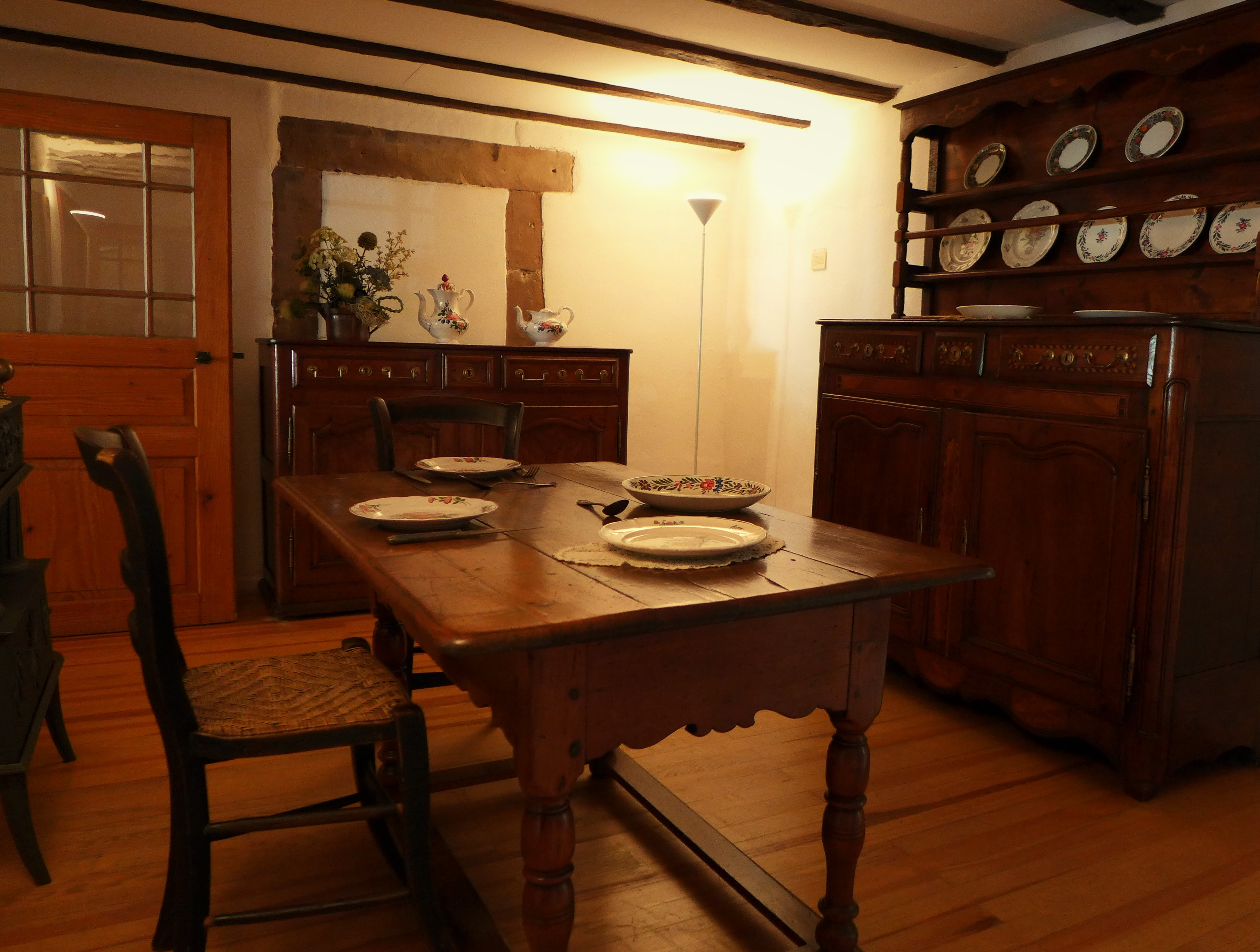
Typisches saarländisches Speisezimmer des 19. und frühen 20. Jahrhunderts mit lothringischem Vaisselier, Geschirr aus saarländisch-lothringischer Herstellung, Haus Saargau, Wallerfangen-Gisingen

Die traditionelle Küche im Saarland zeichnet sich durch sehr reichhaltige Kost aus, da den Arbeitern in den Eisenhütten, Steinkohlebergwerken und der Landwirtschaft ausreichende Energievorräte zur Verfügung stehen mussten. Gleichzeitig musste die Nahrung aber kostengünstig sein und auf leicht erhältlichen Produkten oder eigenem Anbau beruhen. Unter diesen Bedingungen entstanden zahlreiche Gerichte aus Kartoffeln, da diese im Garten und auf Feldern kostengünstig zu erzeugen waren. Aus ähnlichen Gründen werden Möhren (im rheinfränkischen Dialektbereich des Saarlandes: Gelleriewe), Zwiebeln, Lauch, Bohnen sowie anderes Gemüse und Kräuter gepflanzt und gegessen. Wie in den Nachbarregionen, besonders dem Elsass, spielt außerdem das Sauerkraut als Beilage eine wichtige Rolle. Verfeinert werden die Mahlzeiten oft mit einer Speck-Sahne-Soße, die früher als zusätzlicher Kalorienvorrat genutzt wurde.

## Kartoffelgerichte

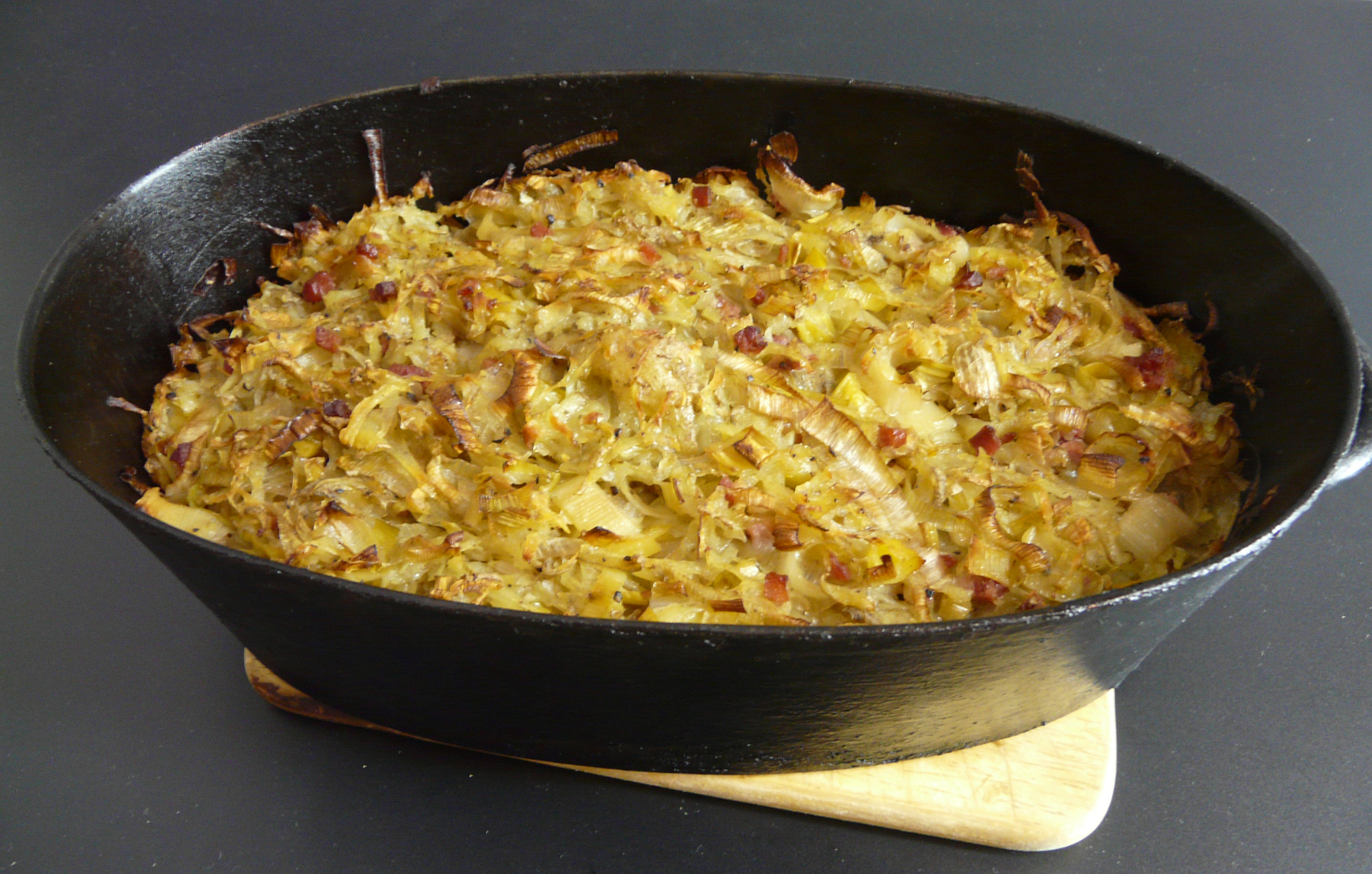
Schales im Bräter
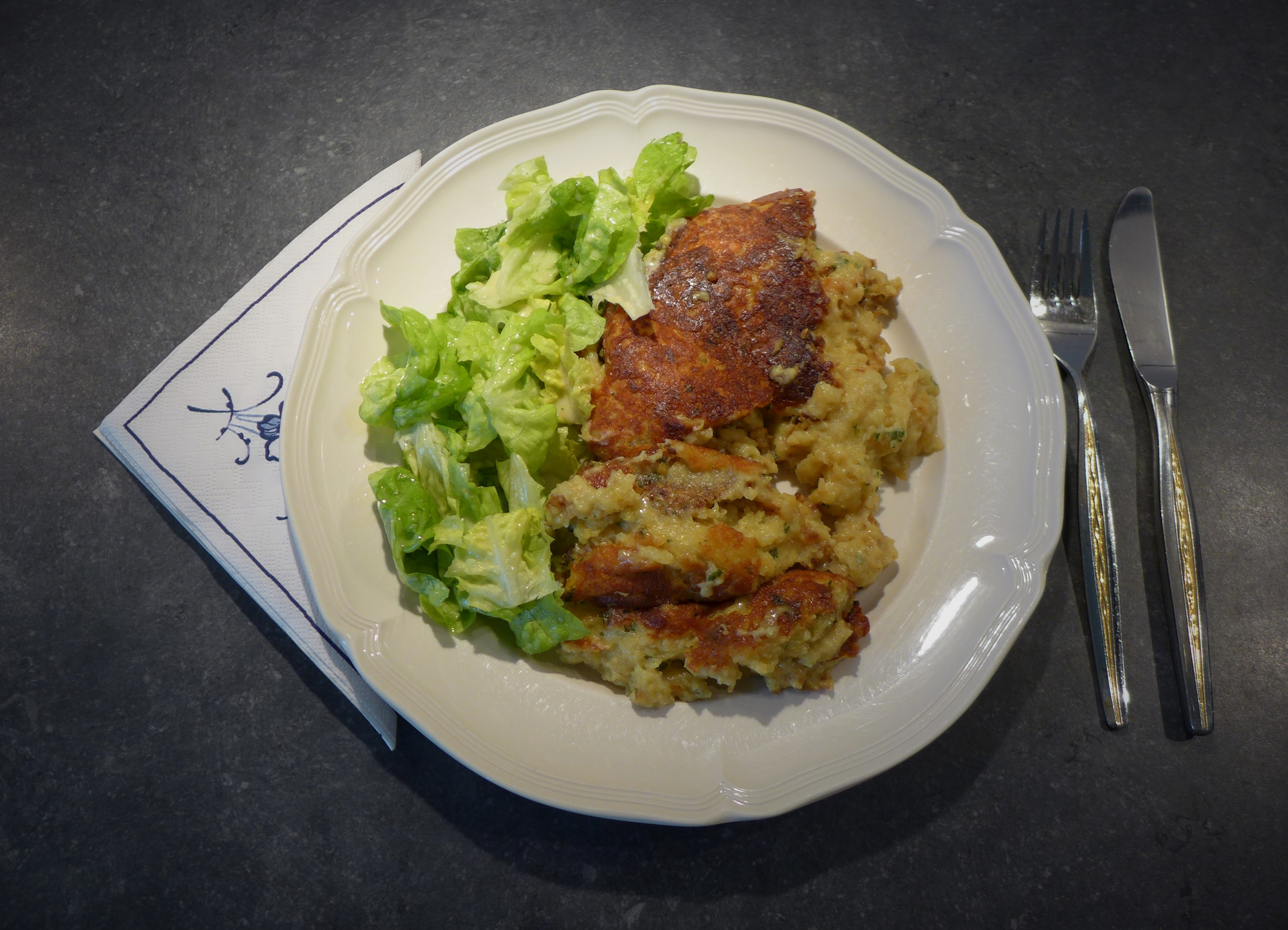
Dibbelabbes (rheinfränkisch) / Dipbelapbes (moselfränkisch) mit Salatbeilage
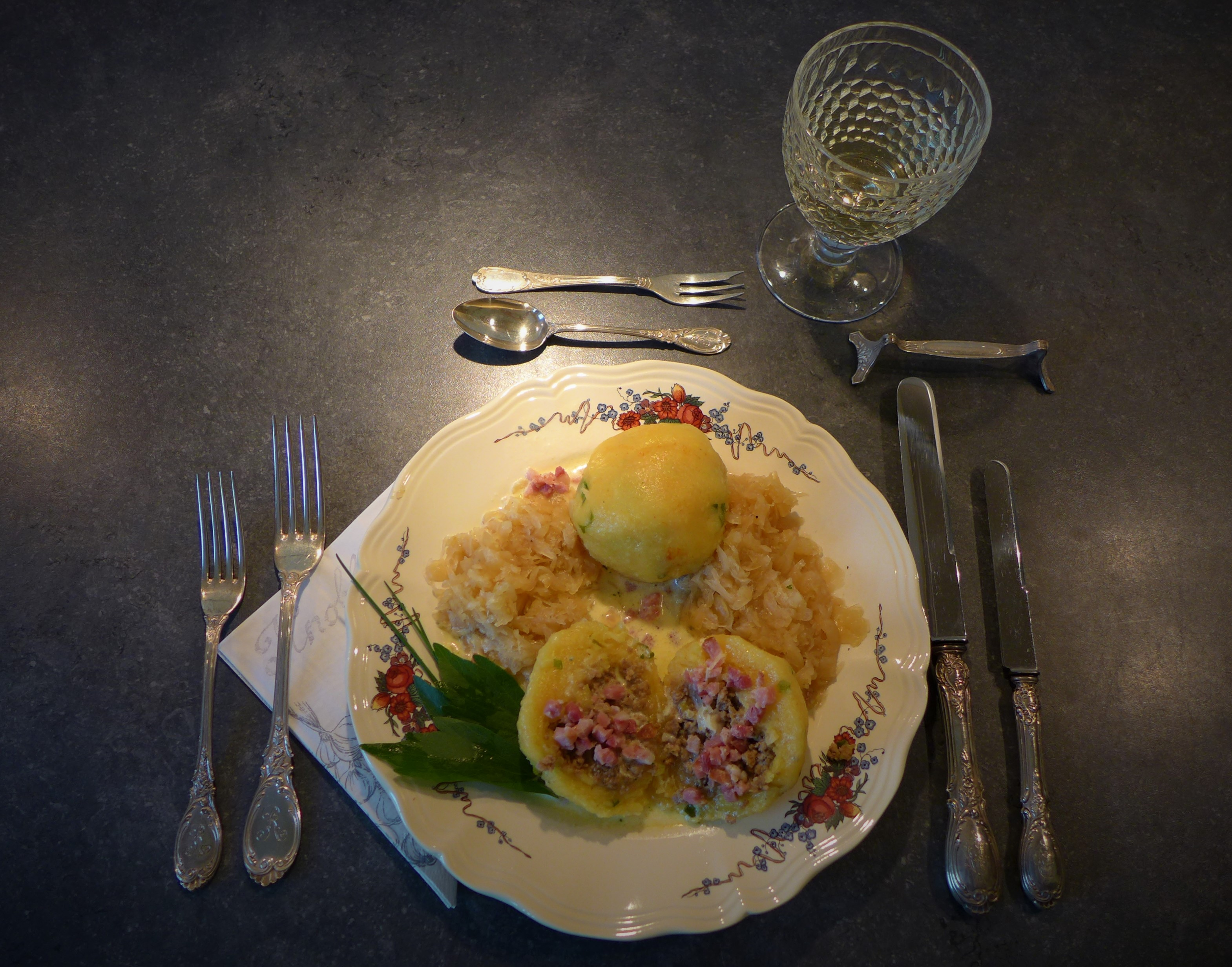
Gefillde, Kartoffelklöße gefüllt mit Leberwurst, mit Speck-Rahm-Sauce und Sauerkraut
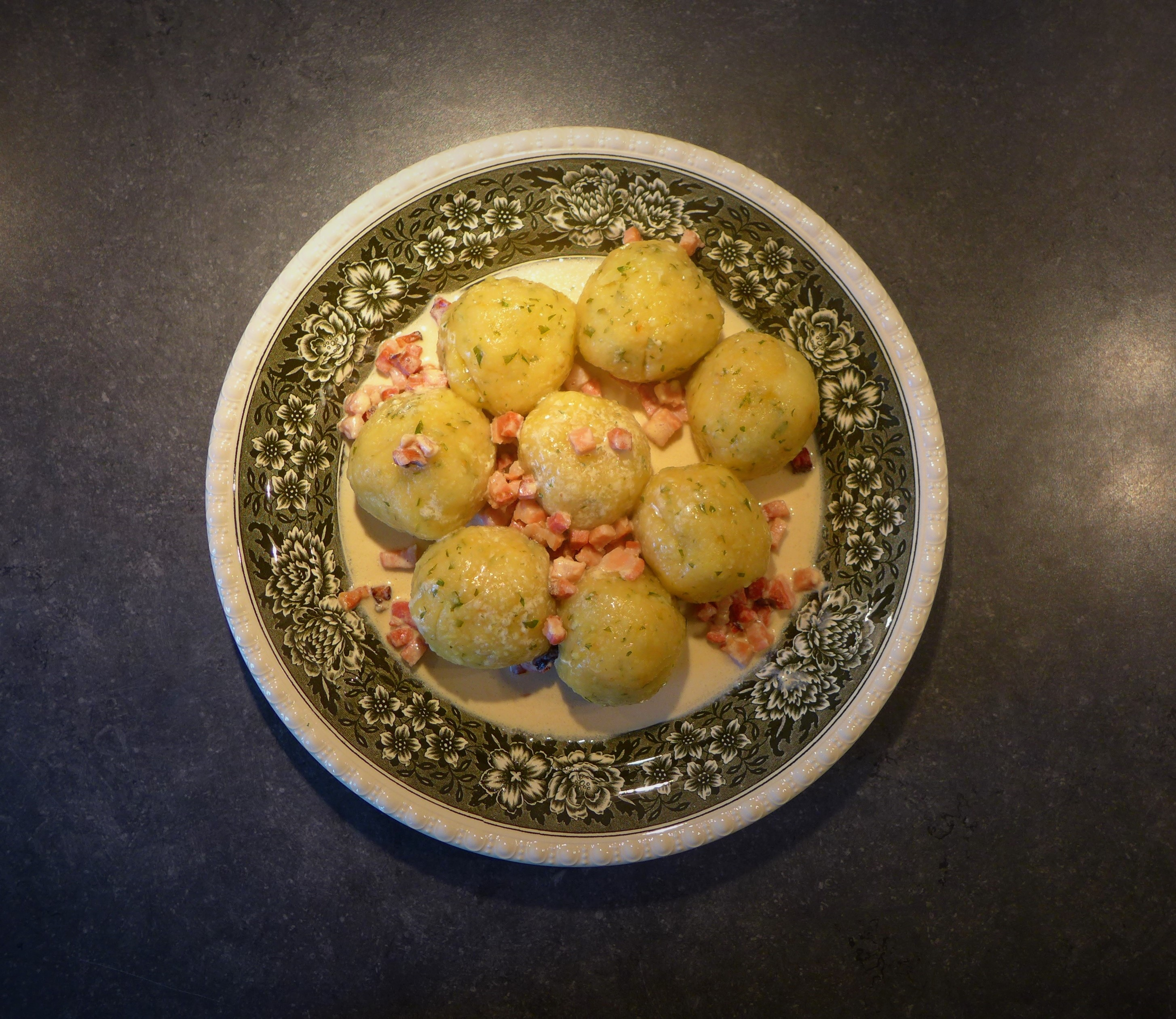
Ungefüllte Kartoffelklöße in Speck-Rahm-Soße
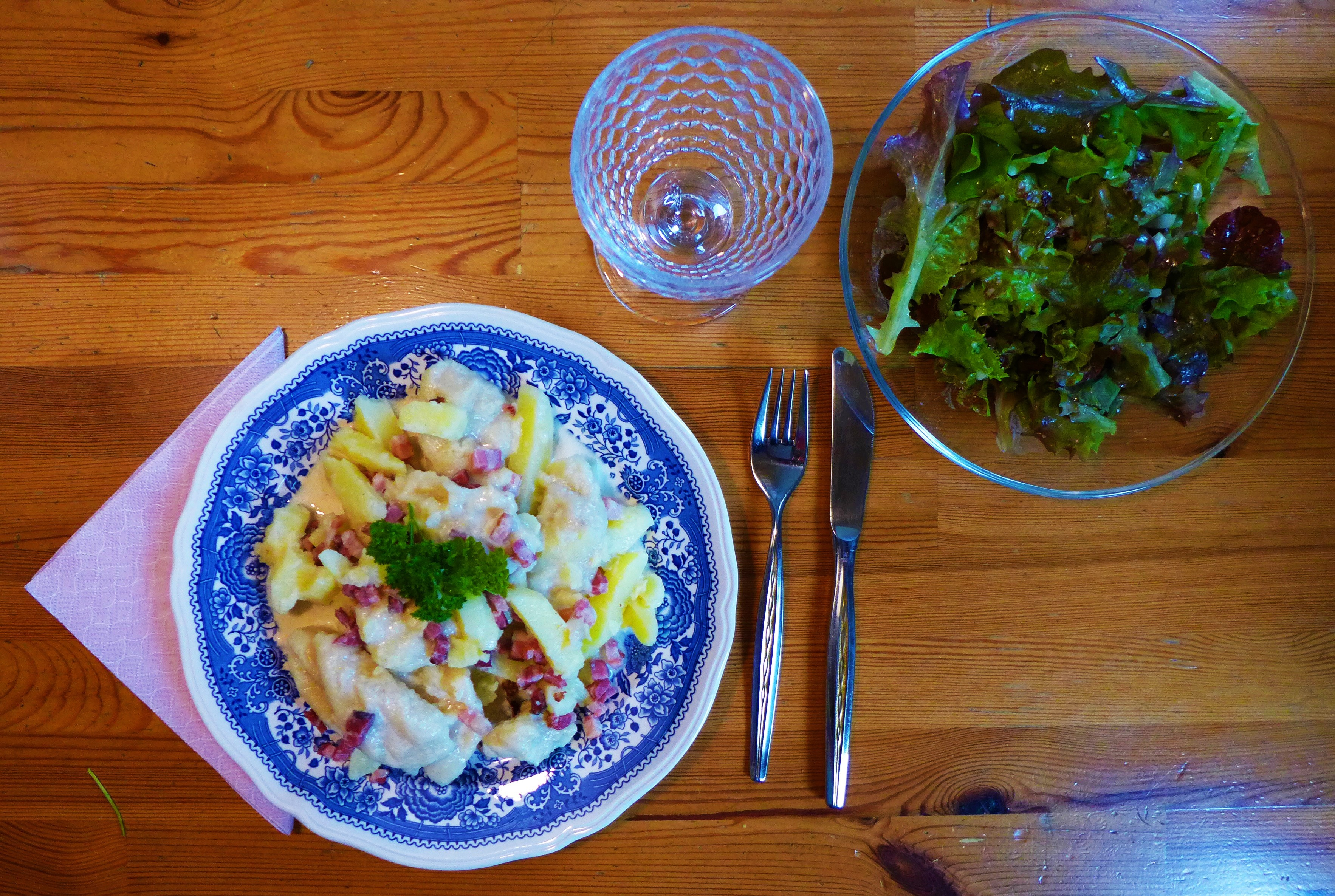
Geheirate mit Salatbeilage

Bekannte und typische Gerichte auf Kartoffelbasis sind unter anderem:
- Dibbelabbes und Schales, eine Art Topfkuchen aus roh geriebenen Kartoffeln, der mit Specksahnesoße oder auch mit Apfelmus gegessen wird.
- Gefillde: Kartoffelklöße, die mit Leber- oder Blutwurst oder mit Hackfleisch gefüllt sind und ebenfalls mit Speck-Sahnesoße und Sauerkraut oder Salat serviert werden.
- Geheirate: Mehlklöße und Kartoffeln, zum Teil auch mit Soße
- Hoorische: Klöße aus roh geriebenen Kartoffeln, die dadurch eine raue („haarige“) Struktur erhalten.
- Krommbeerkerschdscher: Kartoffelwürfel, die direkt roh in der Pfanne gebraten werden, ohne vorher gekocht zu sein.
- Plattgeschmelzde: Gekochte Kartoffelstifte die in einer Mischung aus Zwiebeln und Butter oder Margarine geschwenkt werden. Dieses Gericht wird in manchen saarländischen Regionen auch „Iwwer die Platt geschmelzde“ genannt.

## Fleischgerichte

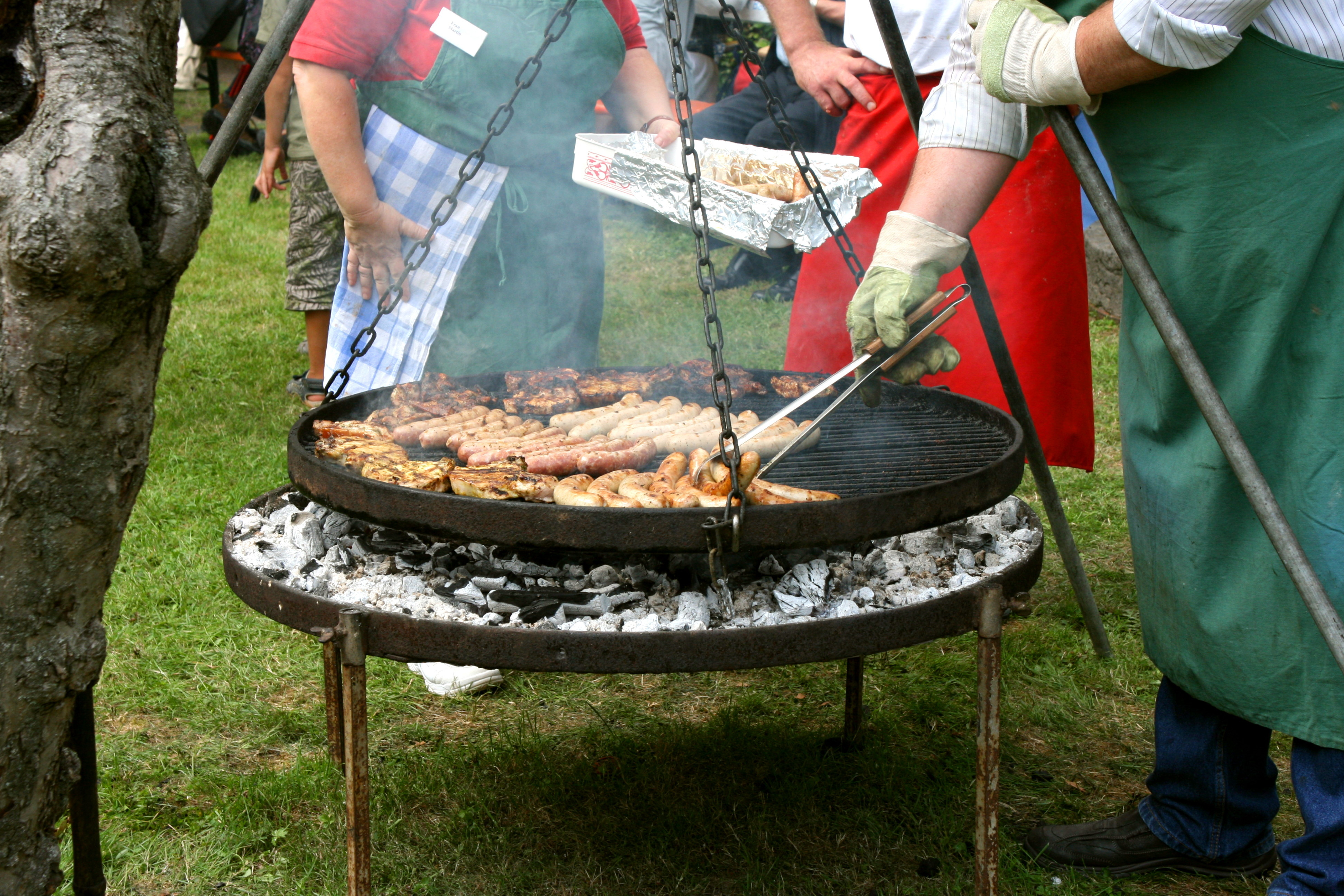
Schwenkergrill

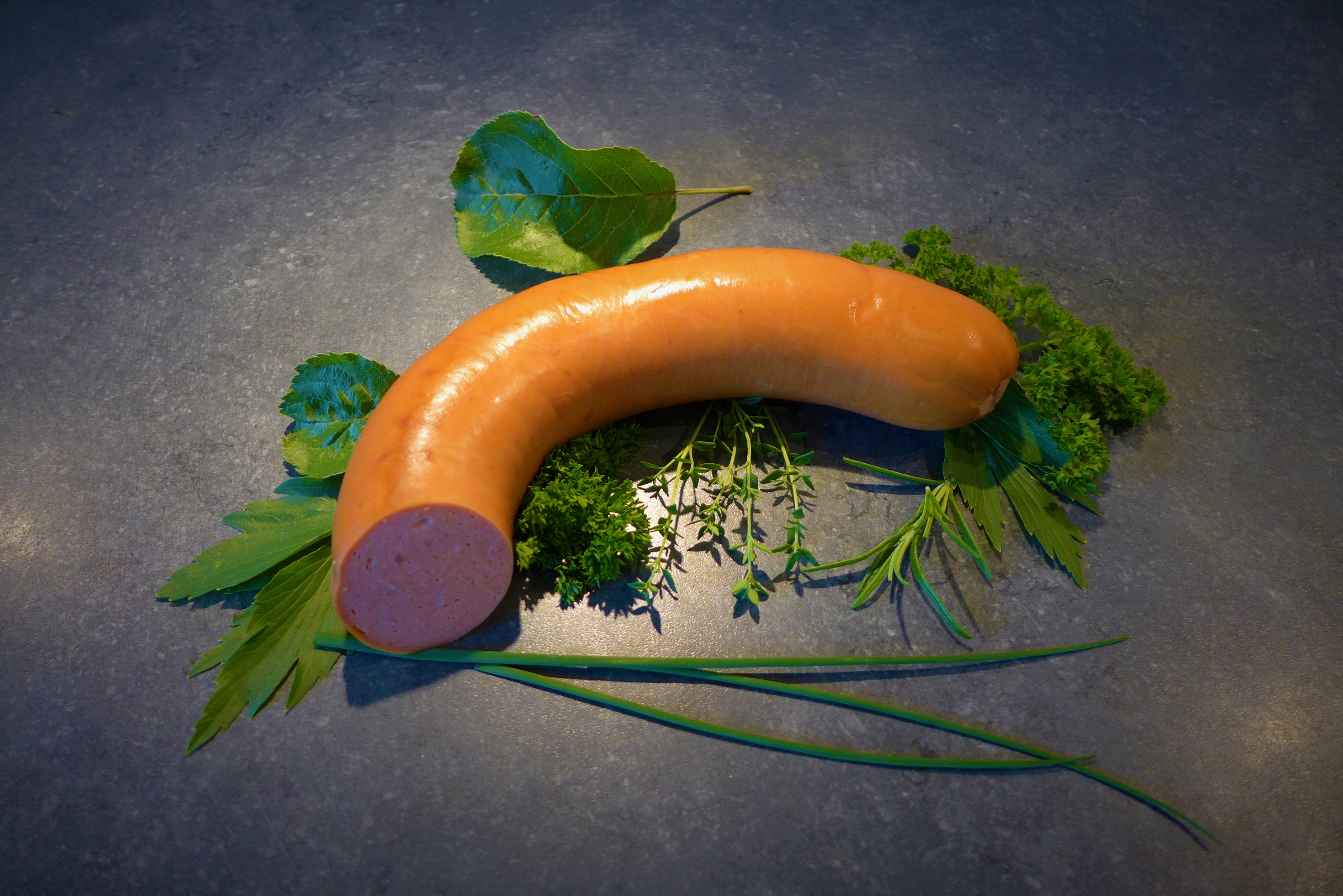
Saarländischer Lyoner

Fleischgerichte sind insbesondere in gegrillter Form beliebt. Der weit verbreitete Schwenkgrill wird zunehmend auch im restlichen Deutschland bekannt; er besteht aus drei Metallbeinen über der Feuerstelle, an denen ein runder Rost aufgehängt wird. Durch das gleichmäßige Schwenken und Drehen soll das Fleisch besonders gleichmäßig und schonend gegart werden.
Daher leitet sich auch die saarländische Bezeichnung „schwenken“ für „grillen“ ab („Geh ma schwenke!“). Geschwenkt werden beispielsweise Bratwürste, eingelegter Schweinenacken („Schwenker“), Frikadellen oder Lyoner. Häufig anzutreffen ist auch die ursprünglich aus Nordafrika stammende Merguez, die über Frankreich ins Saarland gelangt ist. An Pfannengerichten sind Biertopf (Rindfleisch in Bier-Fleischbrühe) und Lyoner-Pfanne (gebratene Lyonerstücke, Kartoffelwürfel und Spiegeleier) zu nennen. Lyoner wird darüber hinaus zu einem pikanten Lyonerkuchen auf Blätterteig mit Eier-Käse-Mischung verarbeitet.

## Kleine Gerichte

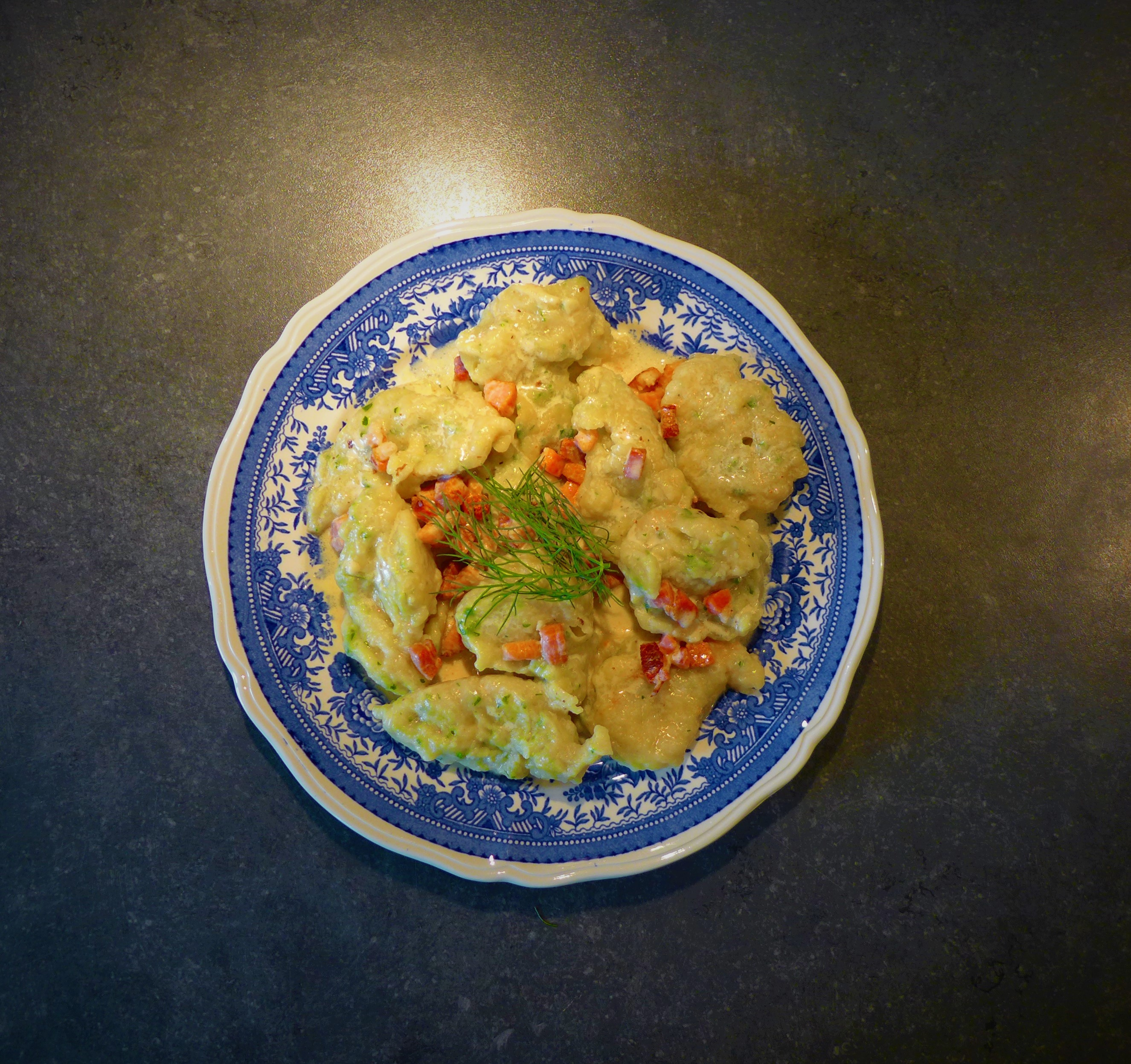
Saarländische Mehlknepp in Speck-Rahm-Soße
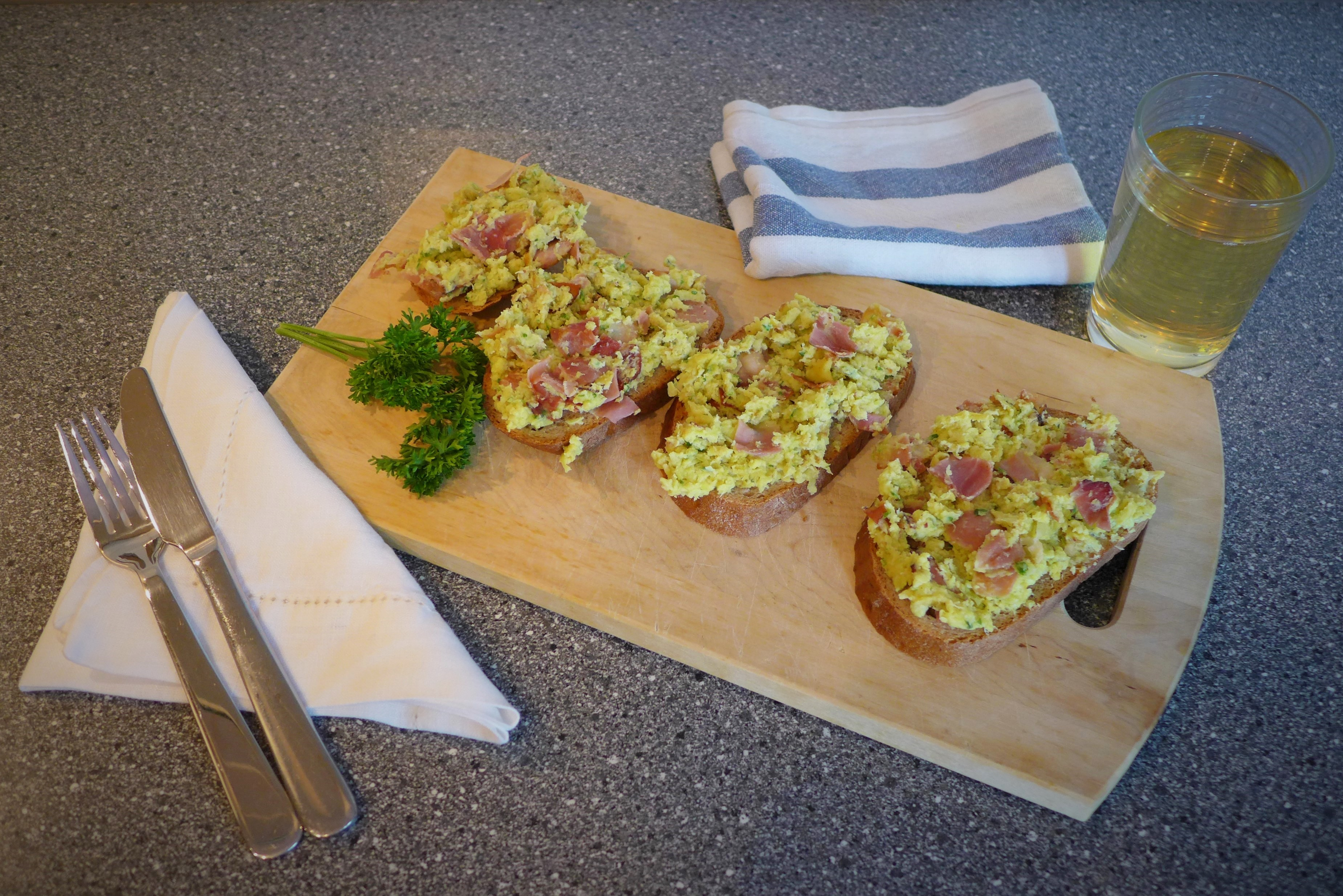
Eierschmeer: Brotaufstrich aus Eier-Mehl-Milch-Speck-Kräuter-Masse
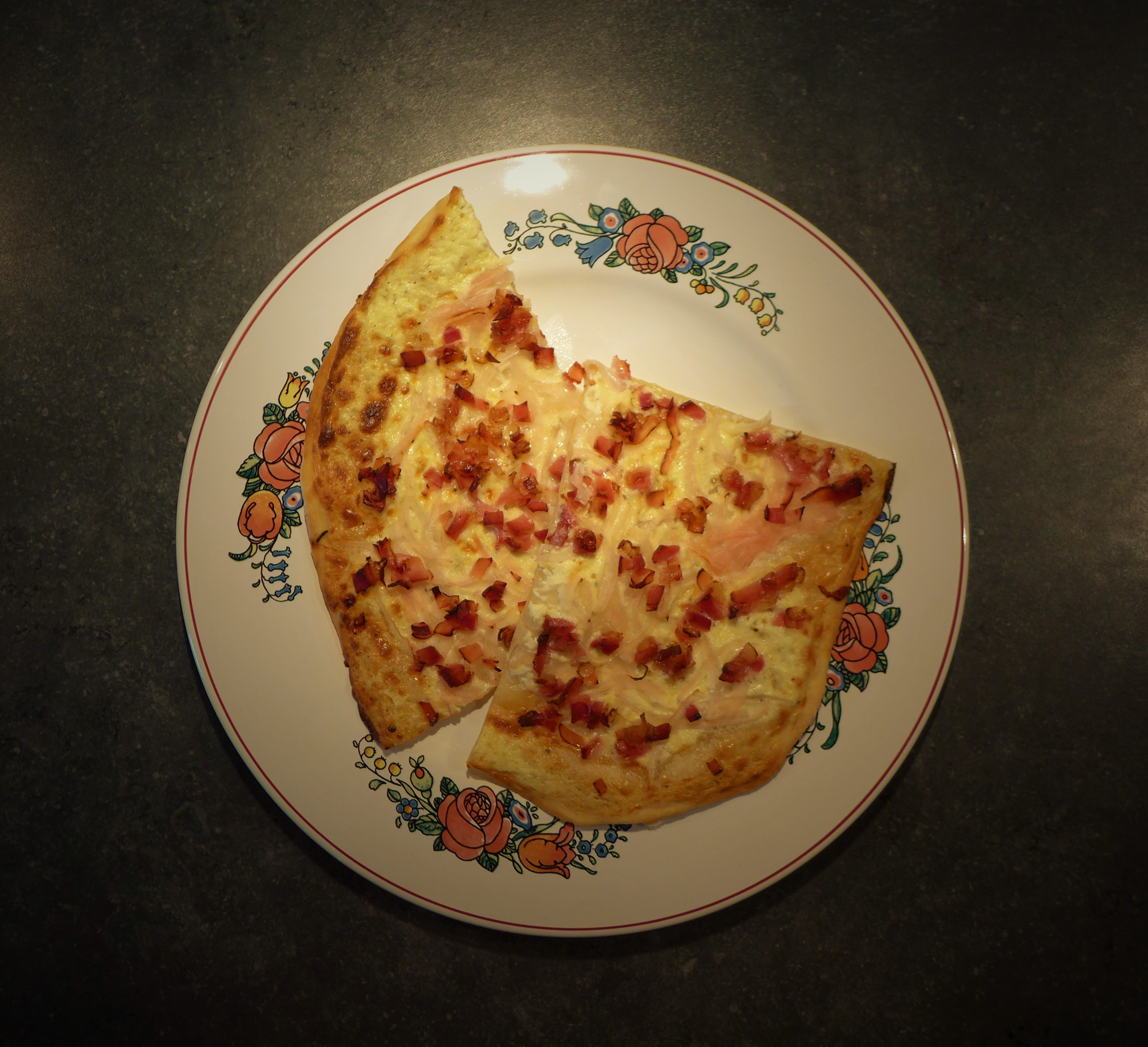
Speckkuchen

- Mehlknepp: Mehl, Quark, Eier, Kräuter und Gewürze werden zu Mehlklößen verarbeitet, im Wasserbad gekocht und mit angebratenem Speck serviert.
- Eierschmeer: Der Brotaufstrich besteht aus Eiern, die mit Mehl, Milch, gebratenem Speck, Kräutern und Gewürzen in der heißen Pfanne gestockt werden. Die Eierschmeer wird auf Brotscheiben mit frischem Blattsalat serviert.
- Kochkäse auf Brotscheiben
- Zwiwwelschmeer: Brotaufstrich aus gebratenen Zwiebeln, gewürztem Hackfleisch und Leberwurst
- Gebackener Fleischkäse

## Würzmittel

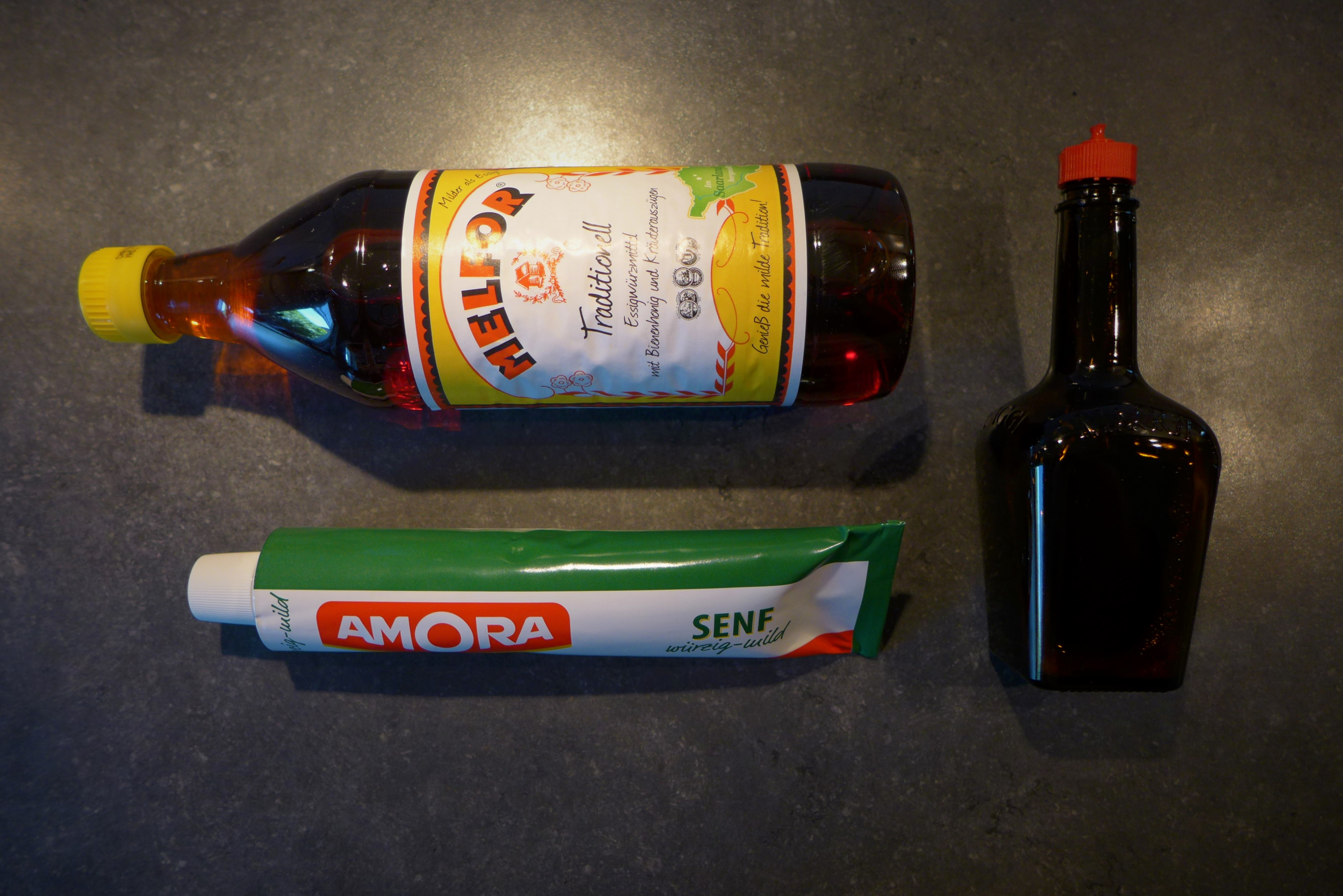
Typische saarländische Speisewürzen (Branntweinessig mit Bienenhonig, Senf, Flüssigwürze)

In der saarländischen Küche sind besonders geschmacksintensive Würzen beliebt. So wird als Zwischenmahlzeit gerne Lyoner oder Fleischkäse mit Senf oder Flüssigwürze gegessen. Der traditionelle saarländische Essig ist ein mit Honig und Kräuterauszügen gewürzter Branntweinessig. Nach einer Lebensmittelstudie ist der Verbrauch von Flüssigwürze (z. B. der Marke Maggi) im Saarland so hoch wie in keinem anderen deutschen Bundesland. Im Durchschnitt verbraucht jeder saarländische Haushalt einen Liter Flüssigwürze pro Haushalt und Jahr. Das ist doppelt so viel wie der bundesdeutsche Durchschnitt. Pro Jahr werden im Land etwa 4500 Hektoliter Flüssigwürze konsumiert. Die Liebstöckel-Pflanze, deren Duft entfernt an Flüssigwürze erinnert, nennt man im Saarland auch „Maggikraut“.

## Fisch
Besonders in der Fastenzeit sind eingelegte Heringe beliebt. Die gewässerten Heringsfilets werden mit dünnen Zwiebelringen, sauren Gurkenscheibchen, Apfelstückchen, Sahne und Gewürzen eingelegt. Nach etwa zwei Tagen werden die Heringe mit Pellkartoffeln serviert.

## Suppen und Kuchen

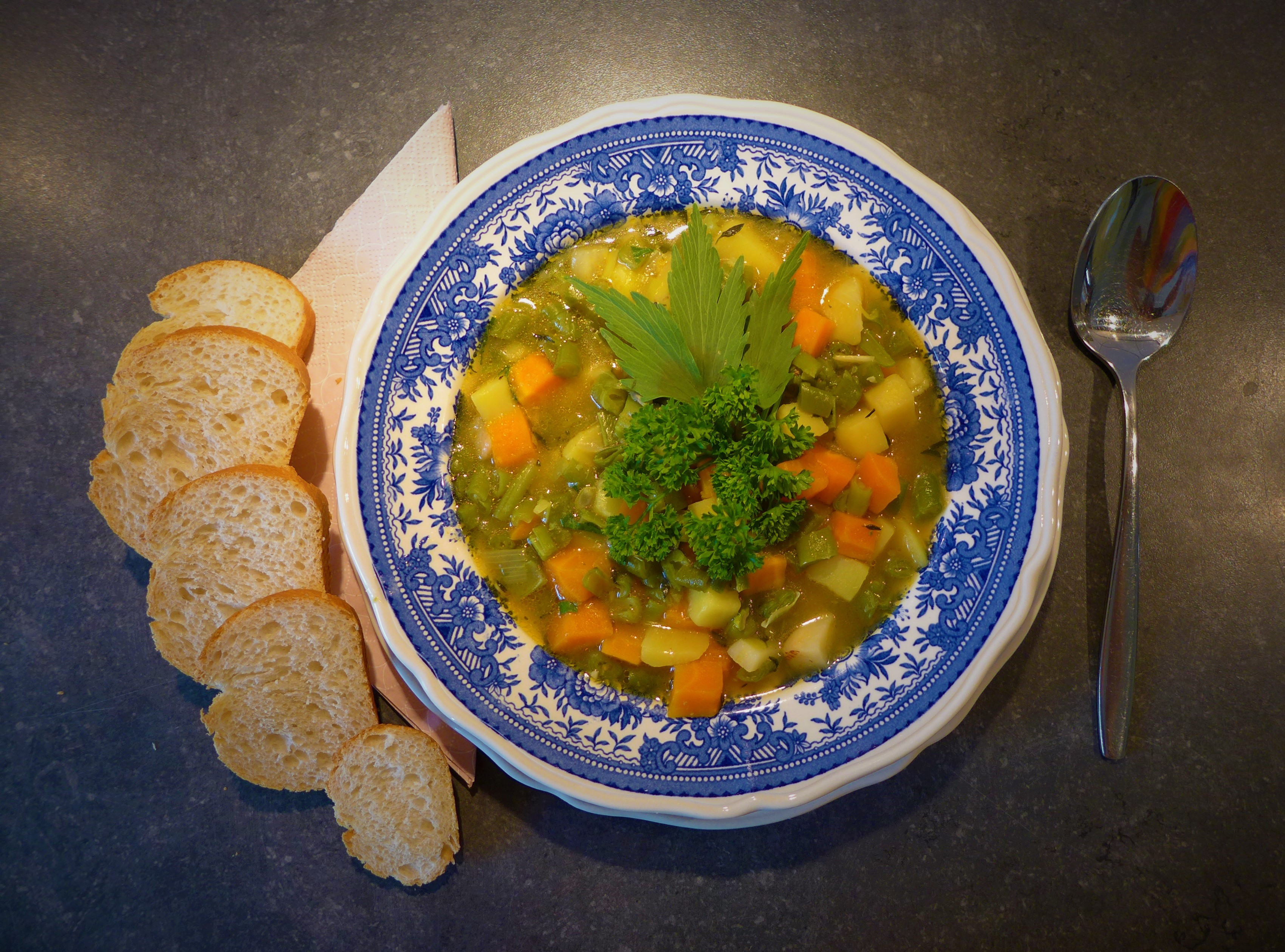
Bohnesauf (moselfränkisch) oder Bibbelches Bohnesupp (rheinfränkisch)
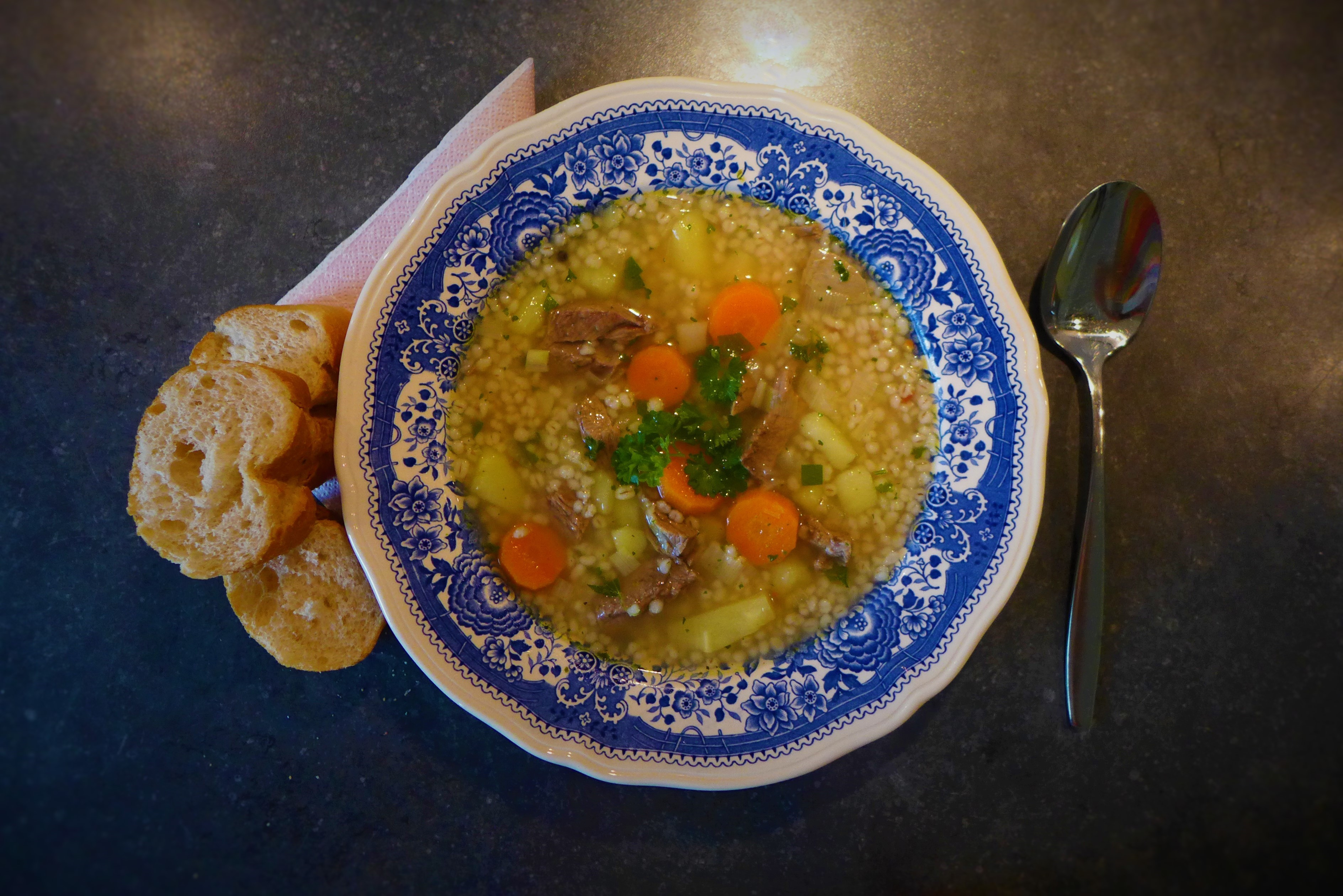
Rindfleischsuppe mit Gerstengraupen, Kartoffeln und Suppengemüse
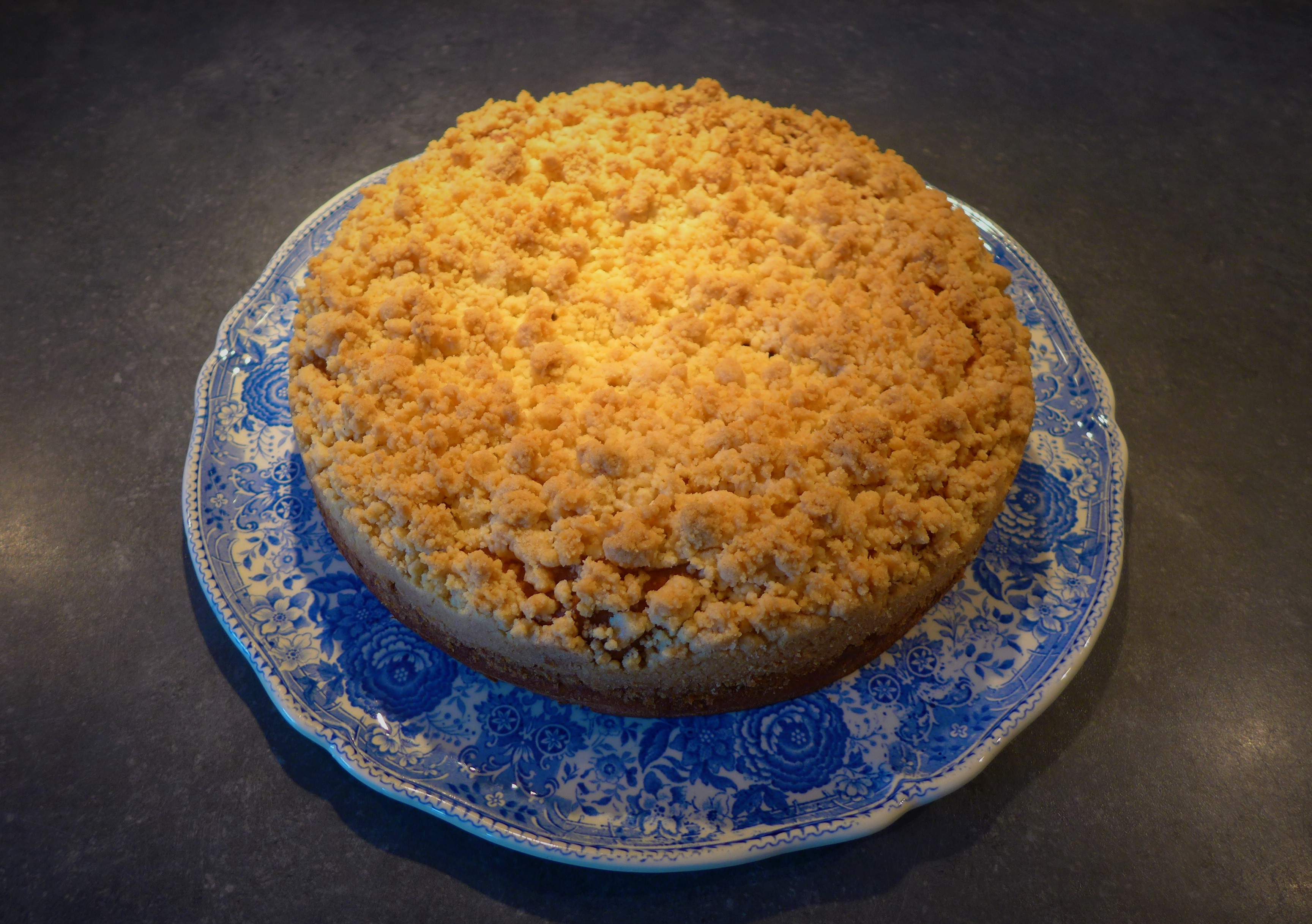
Traditioneller saarländischer Krimmelkuche
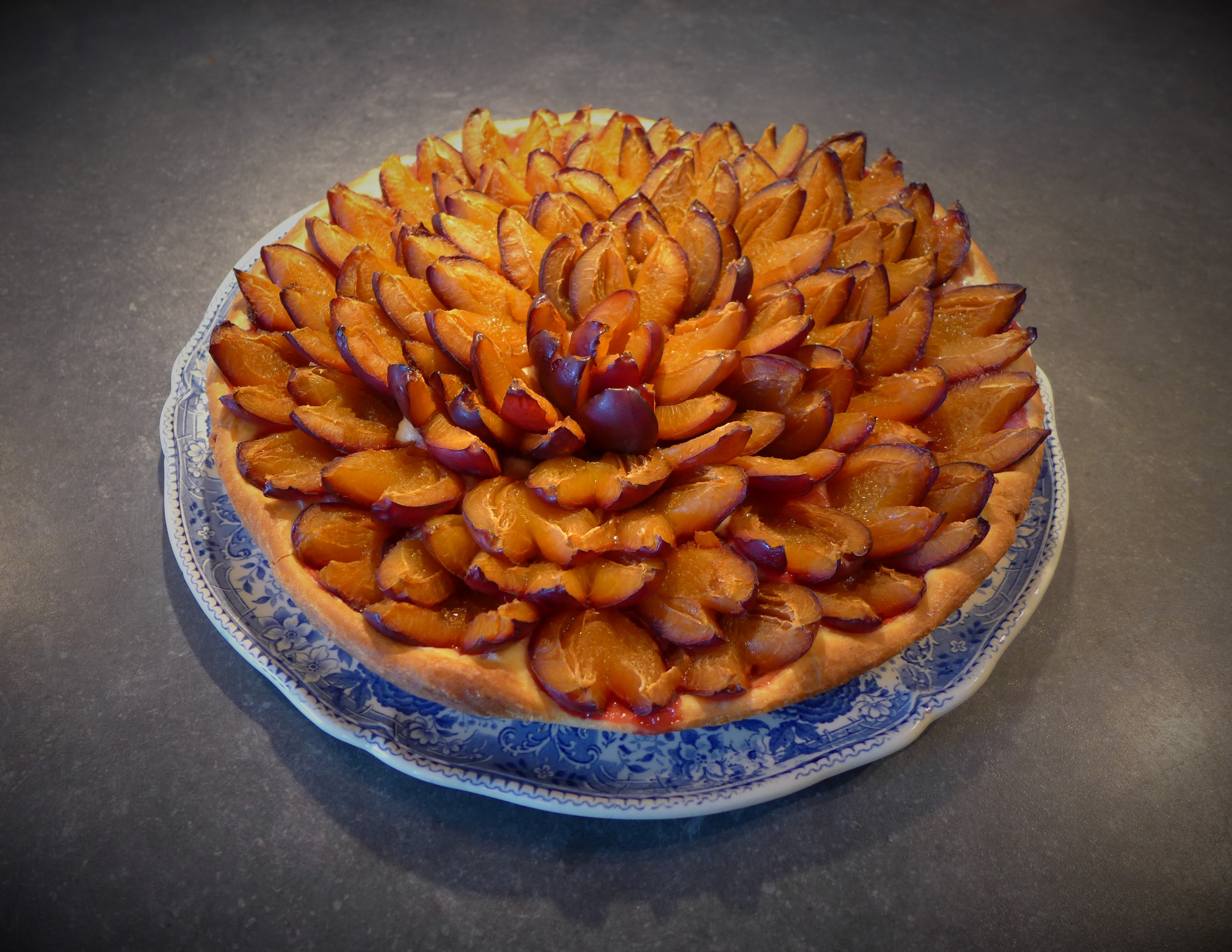
Quetschenkouchen (moselfränkisch) / Quetschekuche (rheinfränkisch)
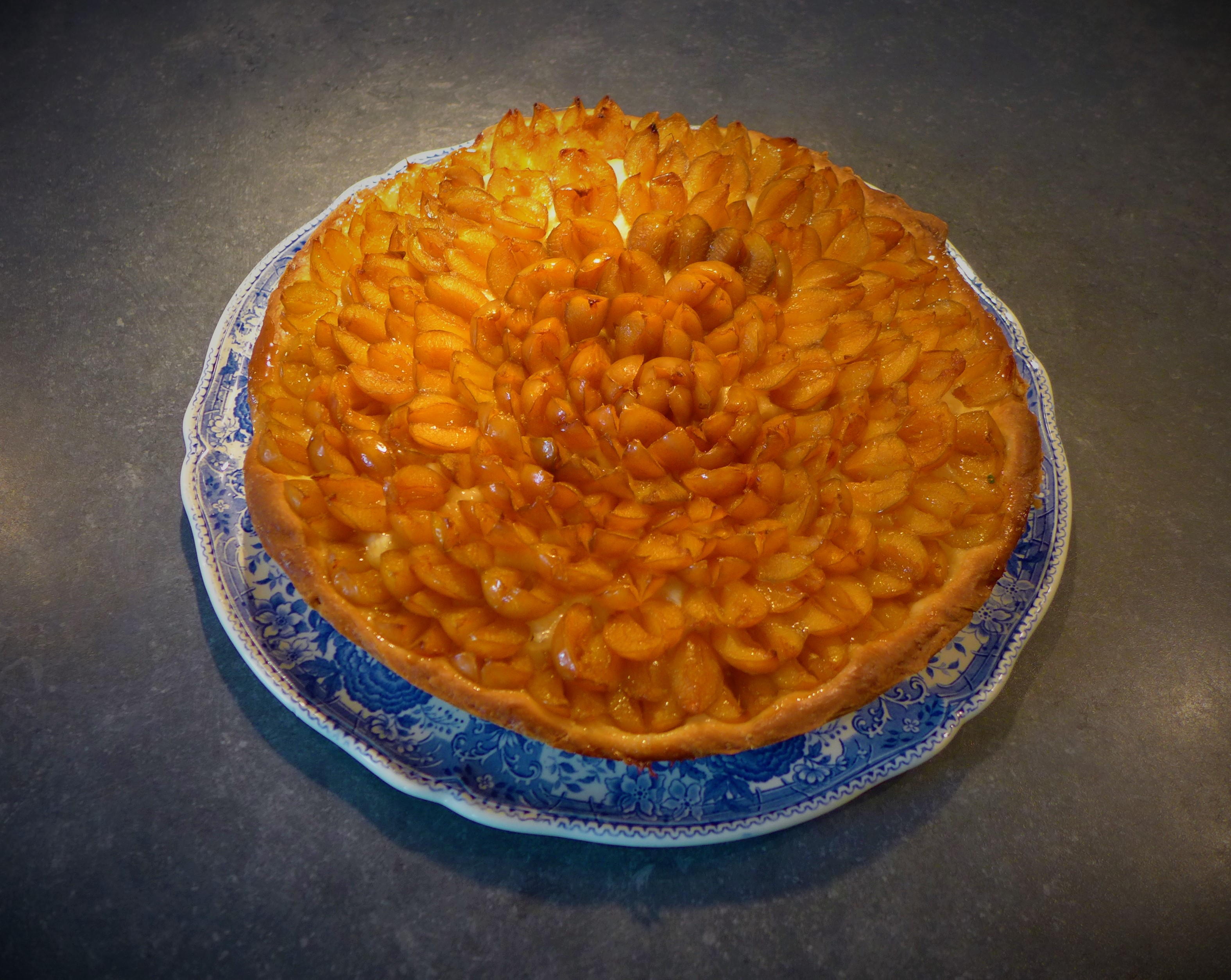
Mirabellenkouchen

Verschiedene herzhafte Suppen werden zusammen mit süßen Obstkuchen oder Streuselkuchen gegessen. Häufige Kombinationen sind beispielsweise Kartoffelsuppe mit Apfelkuchen oder Bohnensuppe (moselfränkisch: „Bohnesauf“ / rheinfränkisch: „Bibbelsches Bohnesupp“) und -eintopf mit Zwetschgenkuchen (Quetschenkouchen/Quetschekuche). Darüber hinaus sind Markklößchensuppe, Gulaschsuppe, Gemüseeintöpfe und Zwiebelsuppe beliebt. Besonders zu örtlichen Kirchweihfesten, dem Jahrestag der Konsekration der örtlichen Pfarrkirche, (moselfränkisch: Kirf / rheinfränkisch: Kerb) wird Kranzkuchen, Käsekuchen und Krimmelkuchen (Streuselkuchen) gebacken.

## Salate

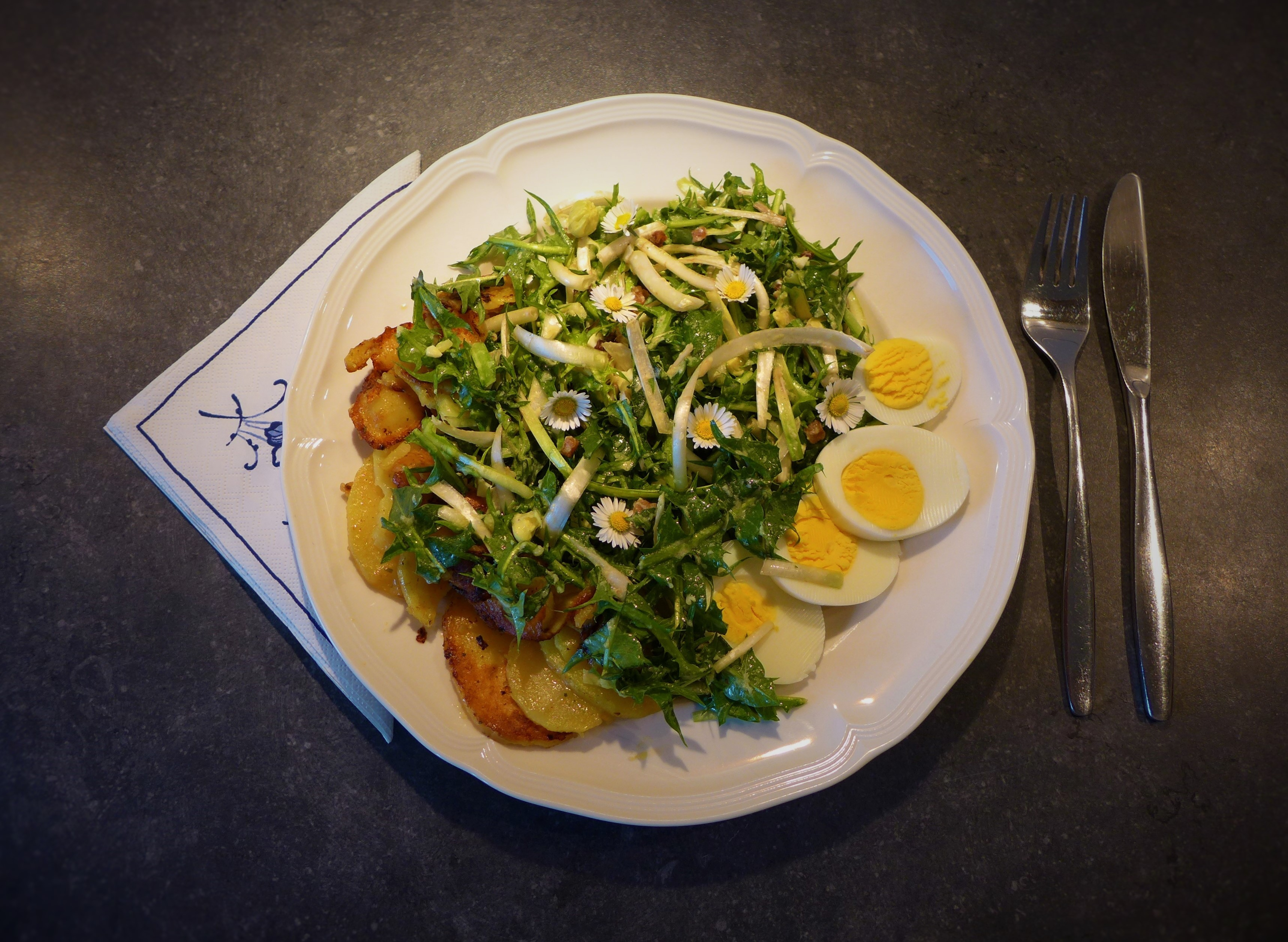
Bettseischersalat mit Griebscha (ausgelassenen Speckwürfeln), Brôtgrumbern (Bratkartoffelgarnitur) und Ei

Löwenzahnsalat ist im Saarland wegen seiner harntreibenden Eigenschaften häufig auch als „Bettseichersalat“ bekannt. Neben üblichen Gartensalaten sind ebenfalls Lyoner-Wurstsalat, Grummbersalat, Rindfleischsalat, Mausohrsalat sowie Schnittlauch-Eier-Salat beliebt.

## Gebäck, Gebildbrote, Marmelade, Süßigkeiten

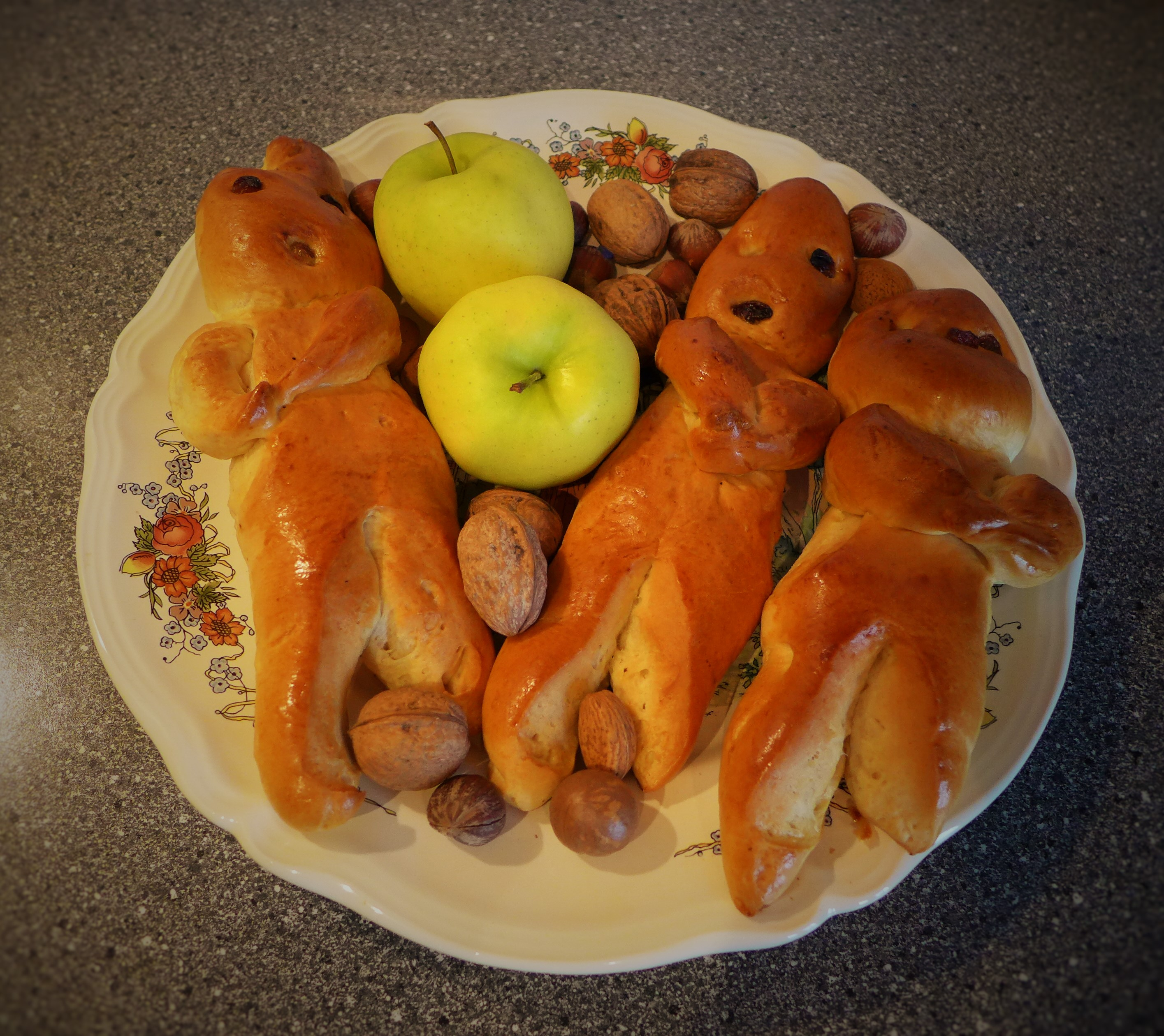
Weckmänner-Gebildbrote zum Nikolaustag auf Bescherungsteller
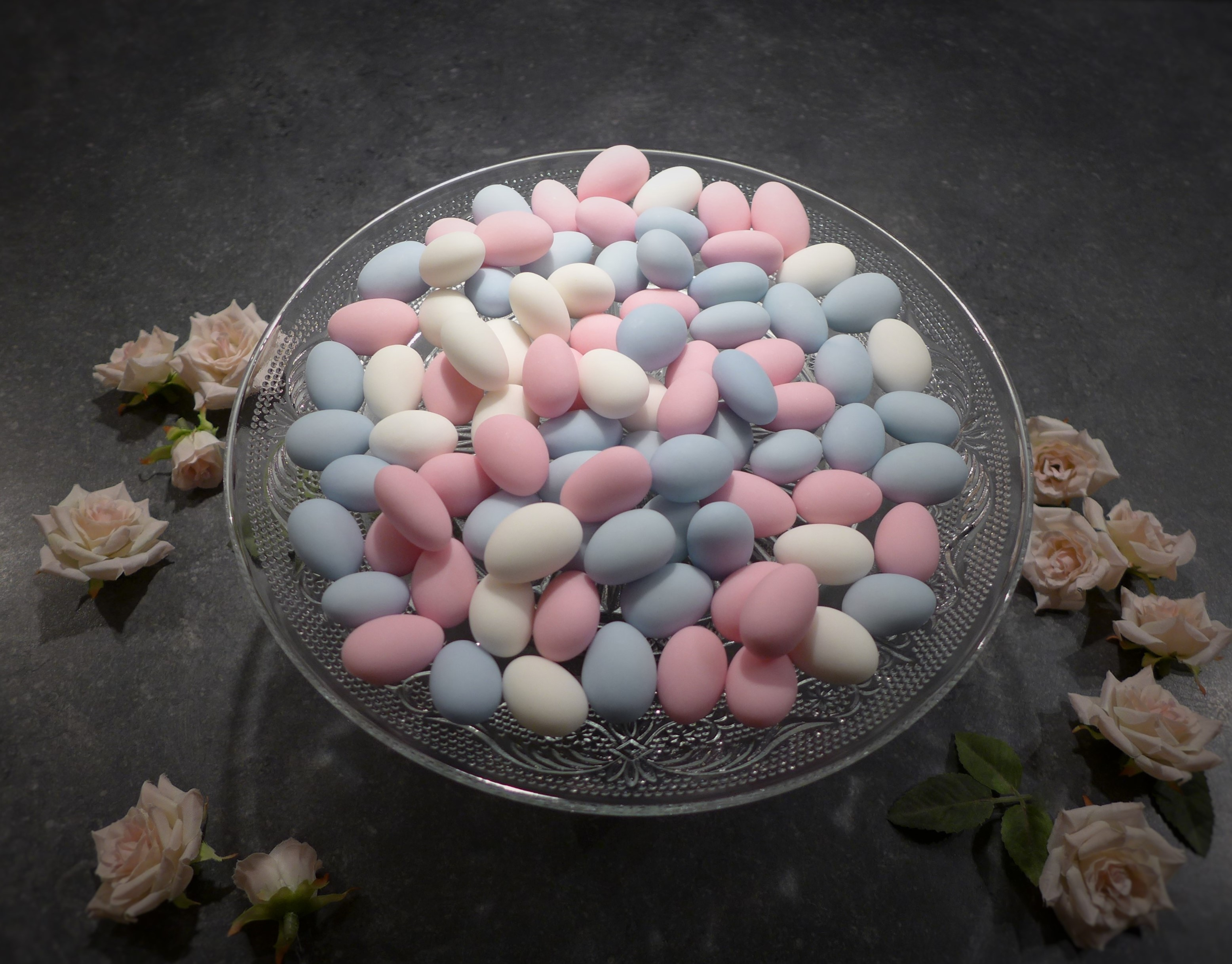
Dragierte Mandeln Verduner Art als Taufmandeln
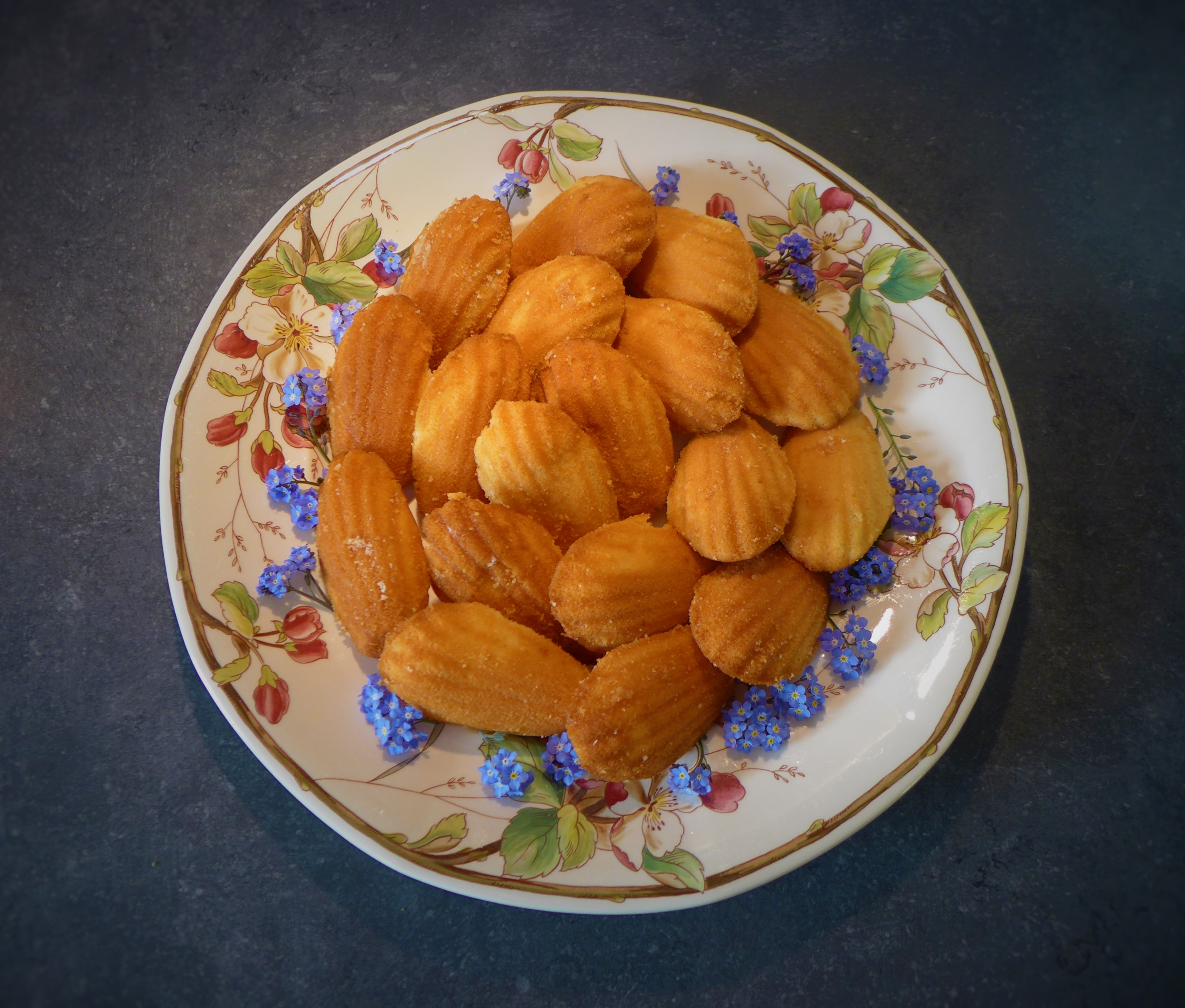
Madeleines
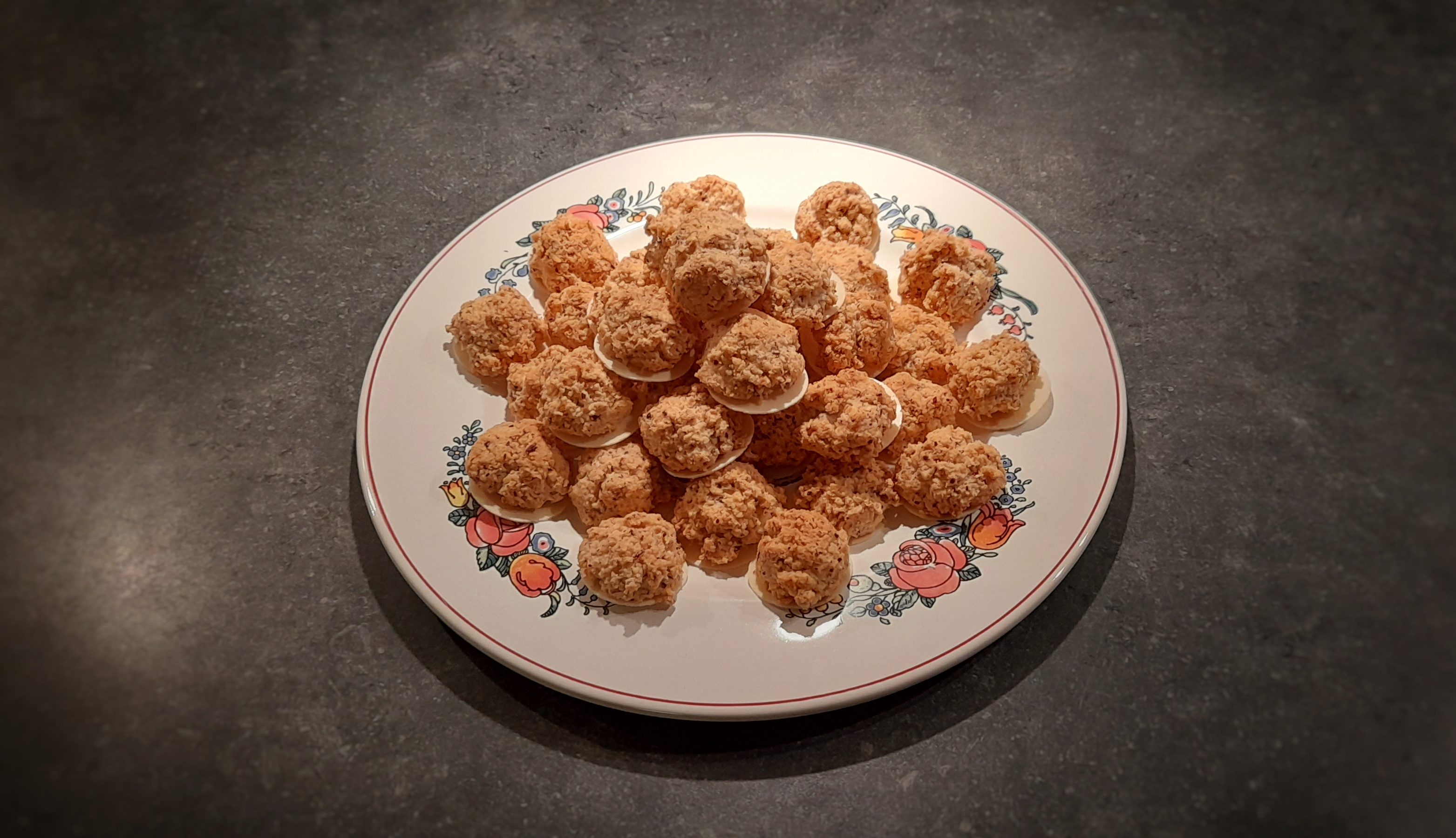
Saarländische Macarons nach Bolchener Art

An den Fasnachtstagen werden als süße Fasnachtsspeise die Fasendkejchelcha (moselfränkisch) / Fasnachtskichelcha (rheinfränkisch) aus süßem Hefeteig in Fett gebacken. Sie können mit Marmelade gefüllt sein und mit Puderzucker bestäubt werden. Zum Fest des heiligen Martin von Tours im November gibt es Zuckerbrezeln aus süßem Hefeteig. Ansonsten werden über das Jahr Laugenbrezeln verzehrt. Zum Nikolausfest im Dezember werden Weckmänner bzw. „Puppen und Hasen“ als Gebildbrote gegessen. Grundbestandteile von saarländischen Marmeladen (moselfränkisch: Sejßschmär / rheinfränkisch: Sießschmier) sind üblicherweise Zwetschgen und Mirabellen. Daneben ist auch Zuckerrübensirup (z. B. Fenner Harz) als Brotaufstrich beliebt. Zu Kindertaufen werden traditionell an die Anwesenden süße Mandeldragées nach lothringer Art verschenkt. Eine Spezialität der historischen Saarbrücker Teilherrschaft Commercy sind die Madeleines.
Eine weitere Gebäckspezialität der Region sind Macarons aus Mandeln, Zucker und frischem Eiweiß. Manufakturmäßig werden die Bolchener Macarons seit dem 19. Jahrhundert nach einem besonderen Rezept mit historischen Silberlöffeln – da Zinnlöffel den Teig beeinträchtigt hätten – geformt und anschließend gebacken. Es wird vermutet, dass das Rezept von spanischen Juden stammt, die Ende des 14. Jahrhunderts aus Spanien vertrieben wurden. In der jüdischen Tradition ist es nämlich üblich, während der Pessachwoche acht Tage lang Makronen zu essen, die frei von jeglicher Spur des verbotenen Sauerteigs sind. Die Macarons de Boulay werden zu diesem Anlass und das ganze Jahr über als rabbinatisch zertifizierte koschere Sonderanfertigung gebacken. Über Italien gelangten die Macarons im 17. und 18. Jahrhundert auch nach Lothringen und in die Saarregion. Die heutigen Bolchener Macarons werden nach einer Rezeptur aus dem Jahr 1854 gebacken.

## Getränke

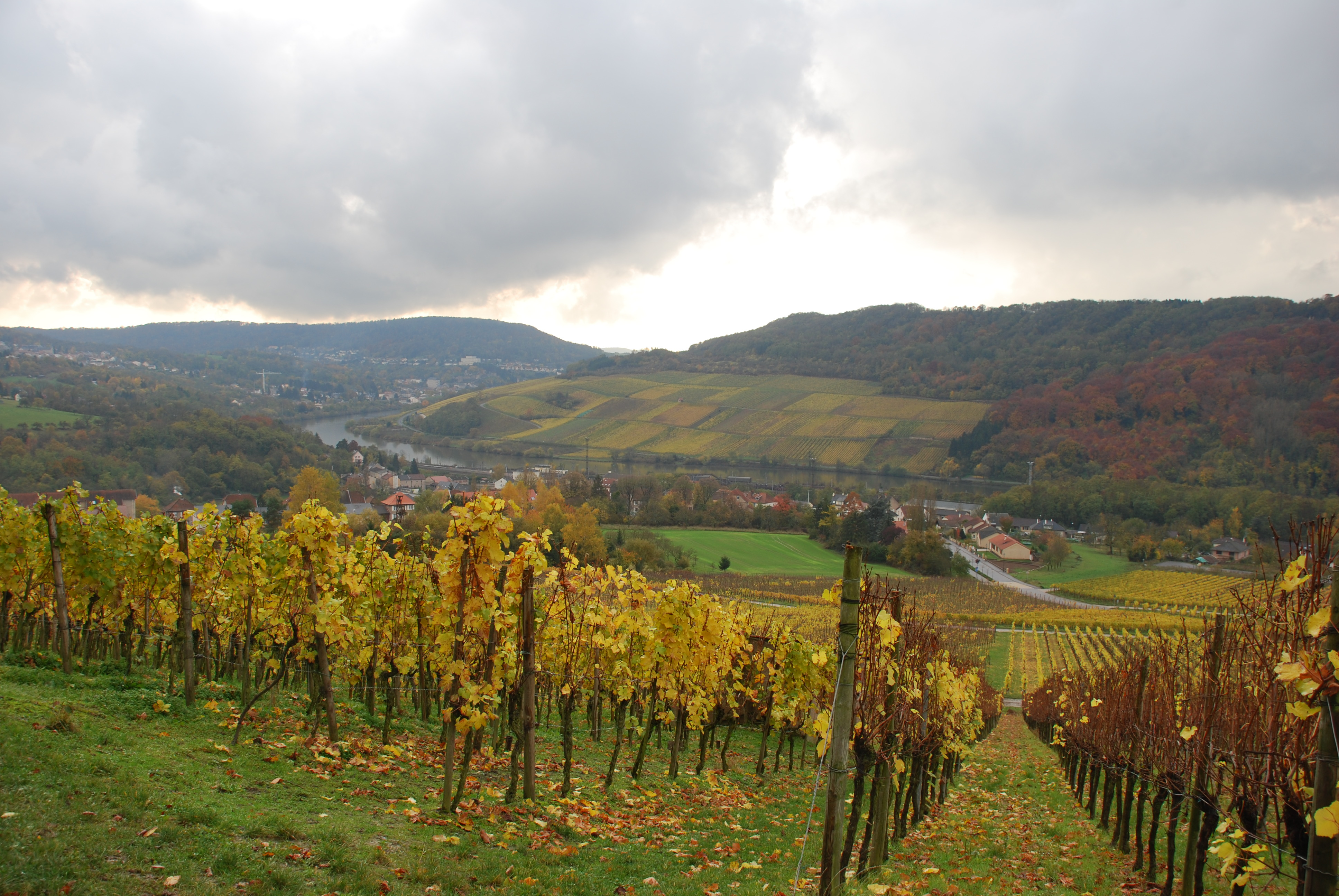
Saarländische Weinberge an der Mosel bei Perl

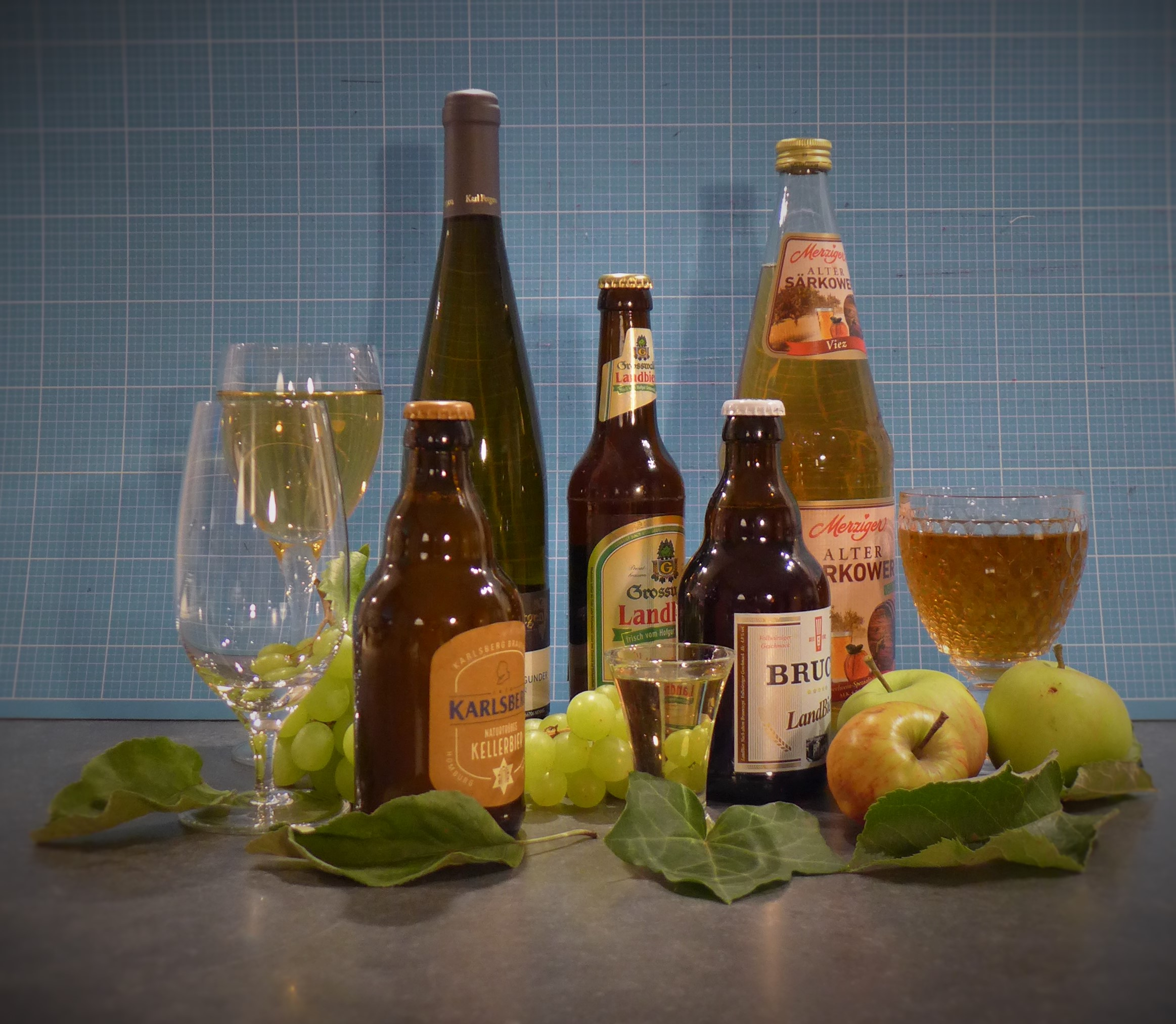
Auswahl typischer alkoholischer Getränke aus dem Saarland: Moselwein, Saargauer Viez, Biere saarländischer Brauereien, Schnaps

Die alkoholische Getränkekultur wird von Bier und Wein gleichermaßen bestimmt. Neben mehreren ausschließlich lokal tätigen Hausbrauereien z. B. in Losheim am See, Mettlach, Merzig, Neunkirchen, Homburg und Körprich sind im Saarland die Brauereien Karlsberg (Homburg), Bruch (Neunkirchen (Saar)) und Großwald (Eiweiler) tätig.

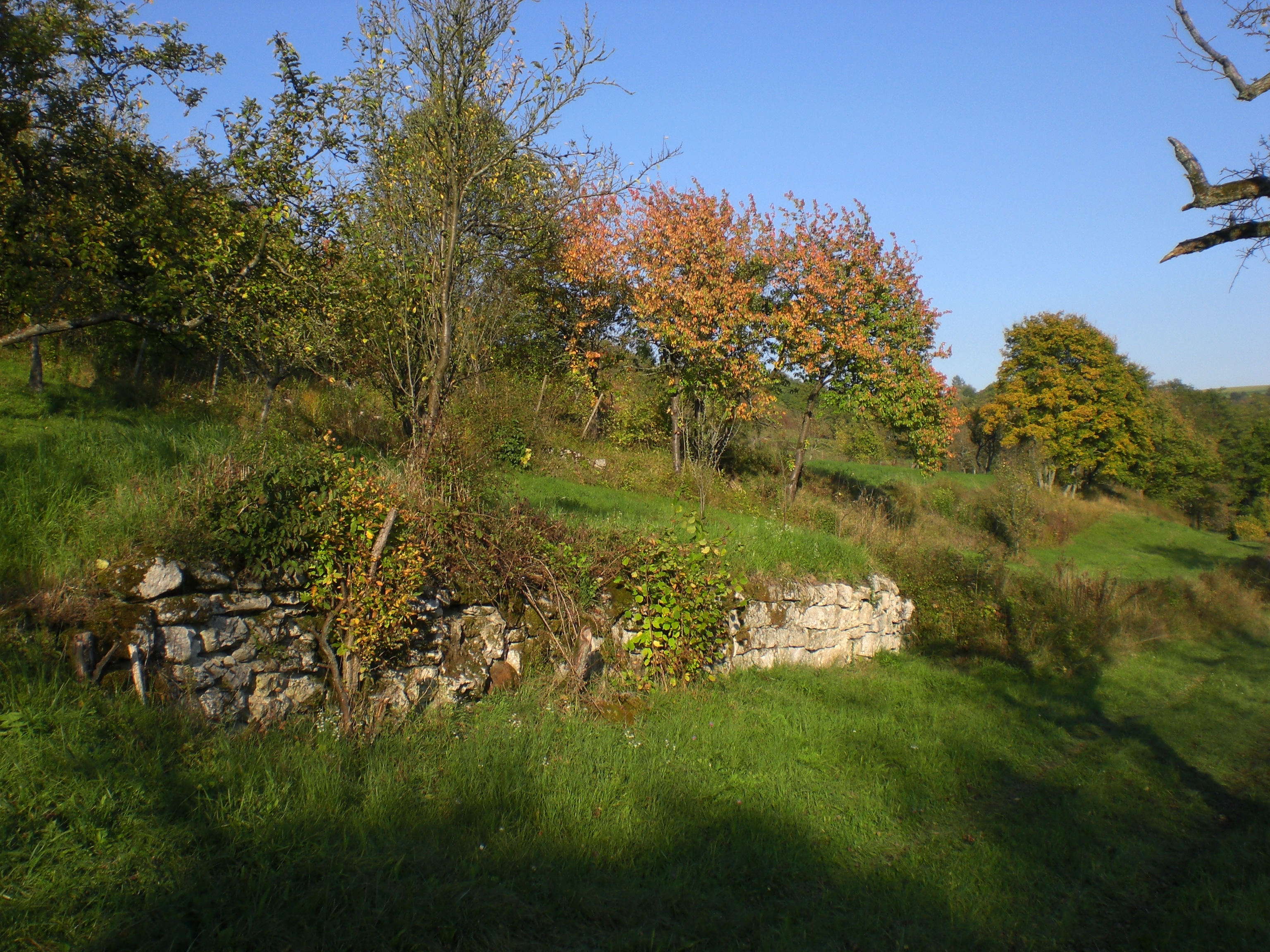
Frühere Weinberganlage an der Blies

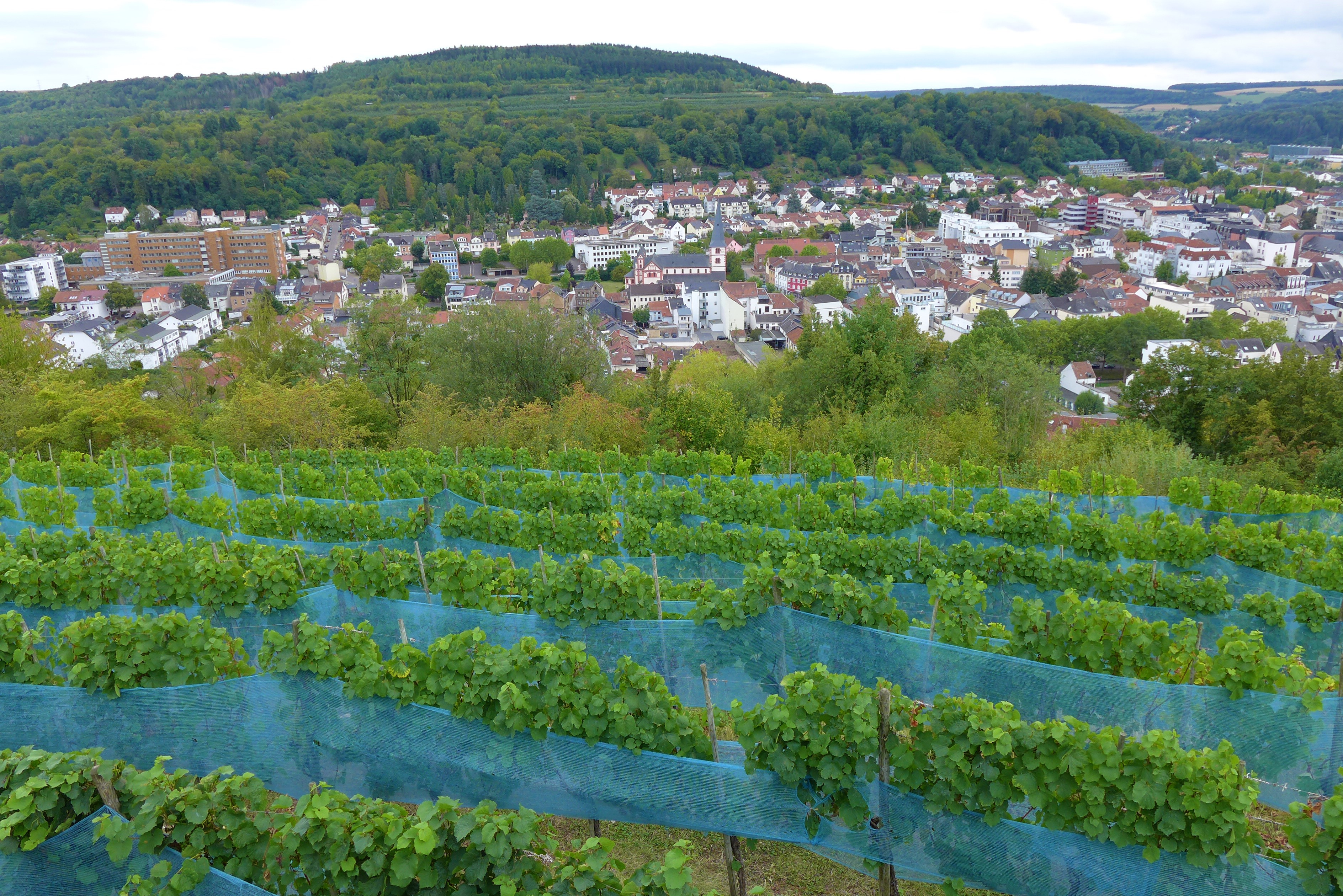
Wingert auf dem Merziger Kreuzberg; Der örtliche Weinanbau reicht urkundlich belegt bis ins 12. Jahrhundert zurück.

Das saarländische Weinbaugebiet (Wingert) an der Mosel ist zwar in seiner Fläche klein, die Weine werden jedoch unter Kennern geschätzt. Zudem ist das Saarland mit dem Saarwein-Anbaugebiet an der unteren Saar, der Ruwer, der Mittel- und Untermosel, dem Elsass sowie der Pfalz von Weinregionen umgeben, was den Konsum hochwertiger Produkte begünstigt. Angebaut werden blauer Spätburgunder (Pinot noir), Elbling, Rivaner (Müller-Thurgau), Gewürztraminer, Riesling und Auxerrois.
An der Saar und ihren Nebenflusstälern wird schon seit 2000 Jahren Wein angebaut. Etwa bis 1800 befanden sich hier die meisten guten Weinlagen im kirchlichen Besitz. Im Zuge der Säkularisation Anfang des 19. Jahrhunderts gingen viele Besitzungen in private Hände über. Karl Lohmeyer nennt an renommierten historischen Sektmarken der mittleren Saar für das 19. Jahrhundert „Saarbrücker Fleur de la Sarre“ und „Blittersdorf Mousseux“.
Es gibt aktuell außer für privaten Genuss keinen nennenswerten Weinanbau an der mittleren und oberen Saar, obwohl dort der Weinanbau über viele Jahrhunderte üblich war, nachdem die Römer ihn auch hierher importiert hatten. Mit der im 19. Jahrhundert als Neozoon aus Nordamerika eingeschleppten Reblausplage und dem erfolglosen Kampf gegen den Falschen Mehltau gaben in den späten 1920er Jahren die letzten Winzer ihre Betriebe auf und pflanzten auf den ehemaligen Weinflächen Obstbäume. So entwickelten sich aus den ehemaligen Wingerten nun Bungerte.
Durch Teile des Saarlandes führt die Viezstraße von Trier nach Wallerfangen, die an die lange Tradition der Herstellung von Apfelwein, im Saarland Viez genannt, erinnert. Der Name kommt vom lateinischen „Vice vinum“ (deutsch: Ersatzwein), da der Viez der Ersatz der Bauern für das edlere Getränk, den Wein, galt. Aus dem Viez wird auch die „Merziger Viezsuppe“ hergestellt.
Die Streuobstwiesen (Bungert) des Saarlandes liefern darüber hinaus Obst (Äpfel, Birnen, Mispeln, Mirabellen, Zwetschgen, Quitten) für Säfte, Liköre sowie das Brennen von Schnaps.

## Essen in der Grenzregion
Aufgrund der historischen und kulturellen Verwobenheit des Saarlandes mit Lothringen und dem Elsass wird auch die saarländische Küche von diesen beiden Regionalküchen stark geprägt. So werden etwa Flammkuchen und Lothringer Kiechelcha (Quiche lorraine) gerne im Saarland gegessen.

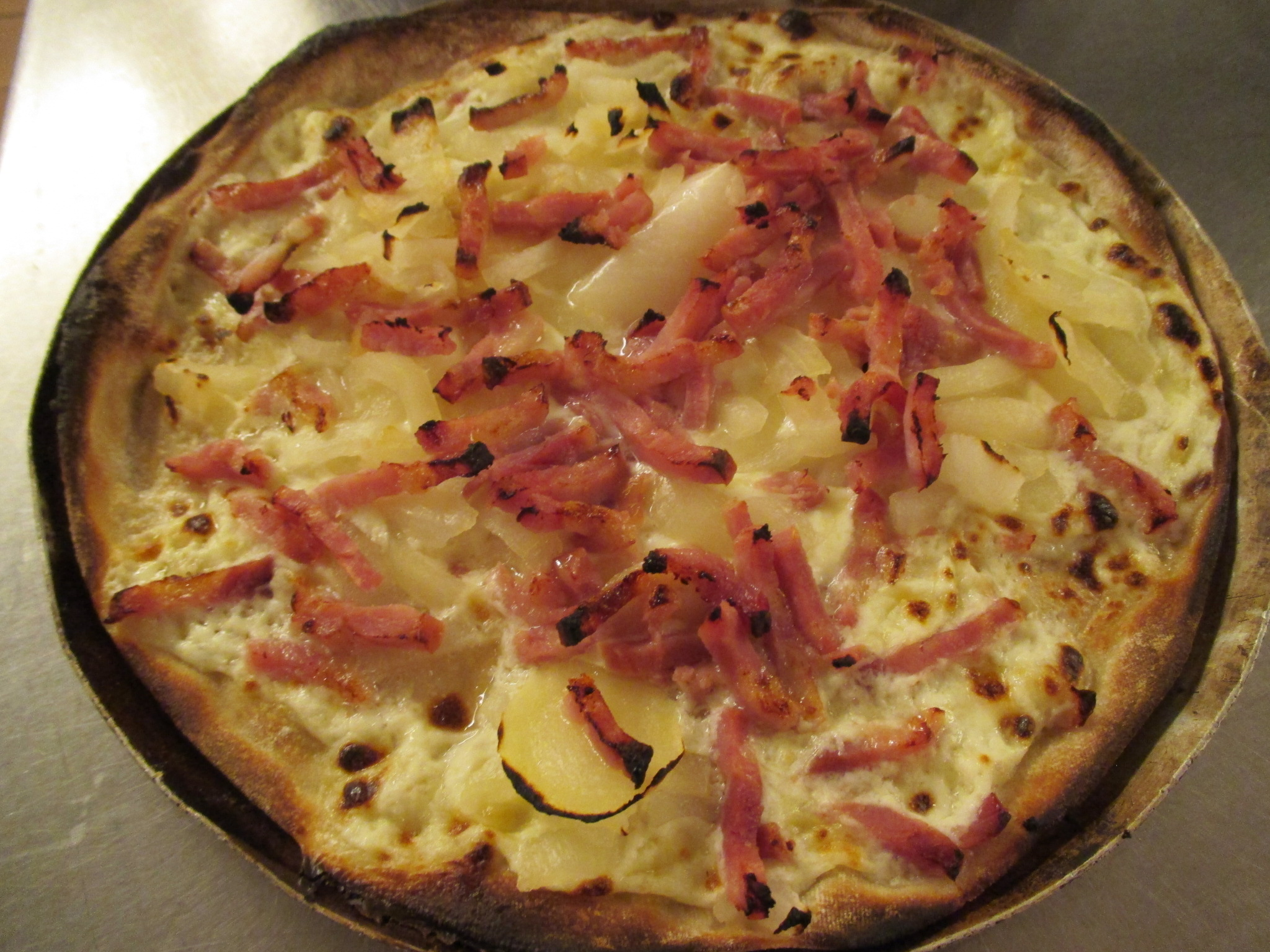
Flammkuchen
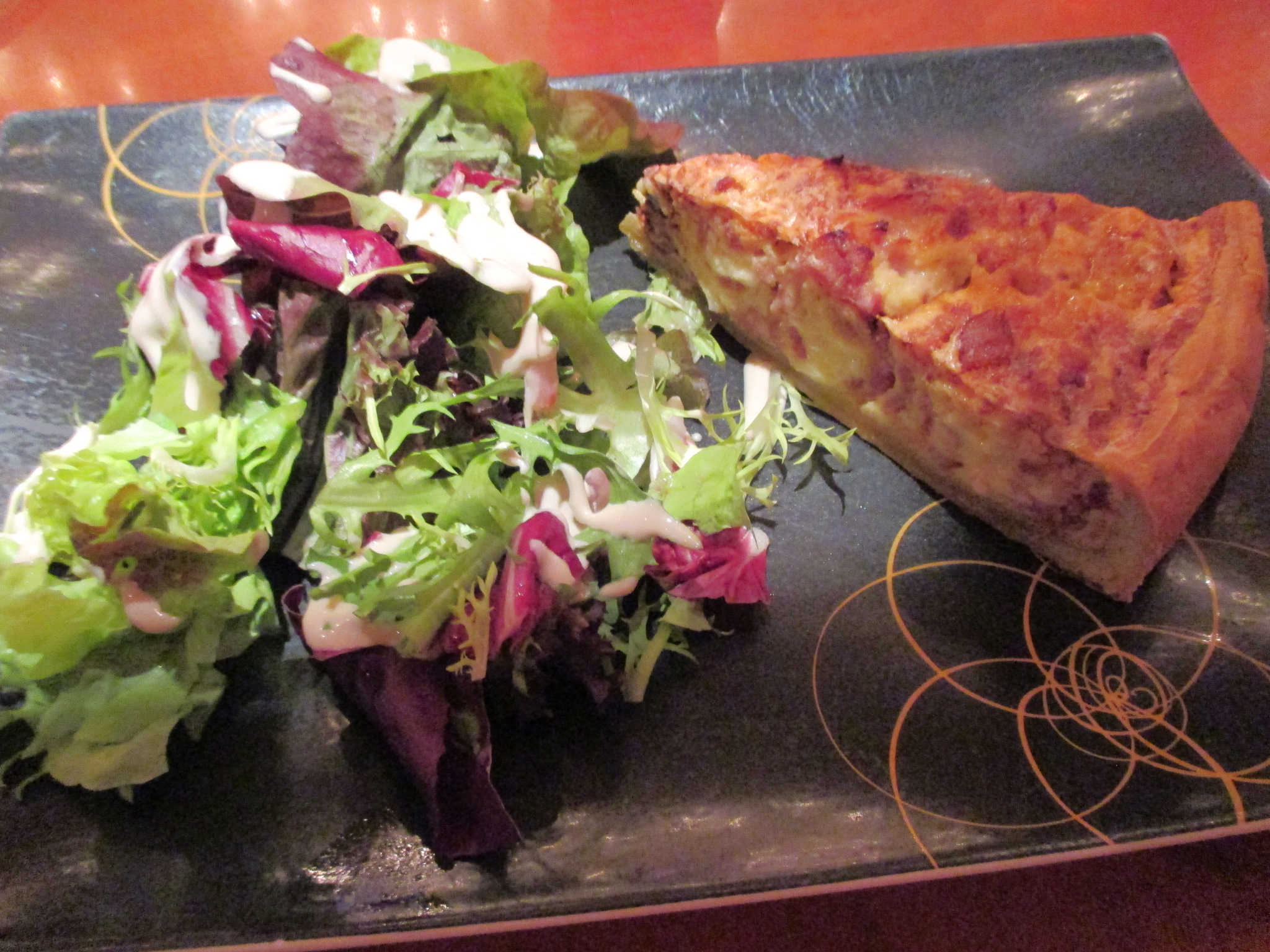
Lothringer Kiechelcha (Quiche lorraine)
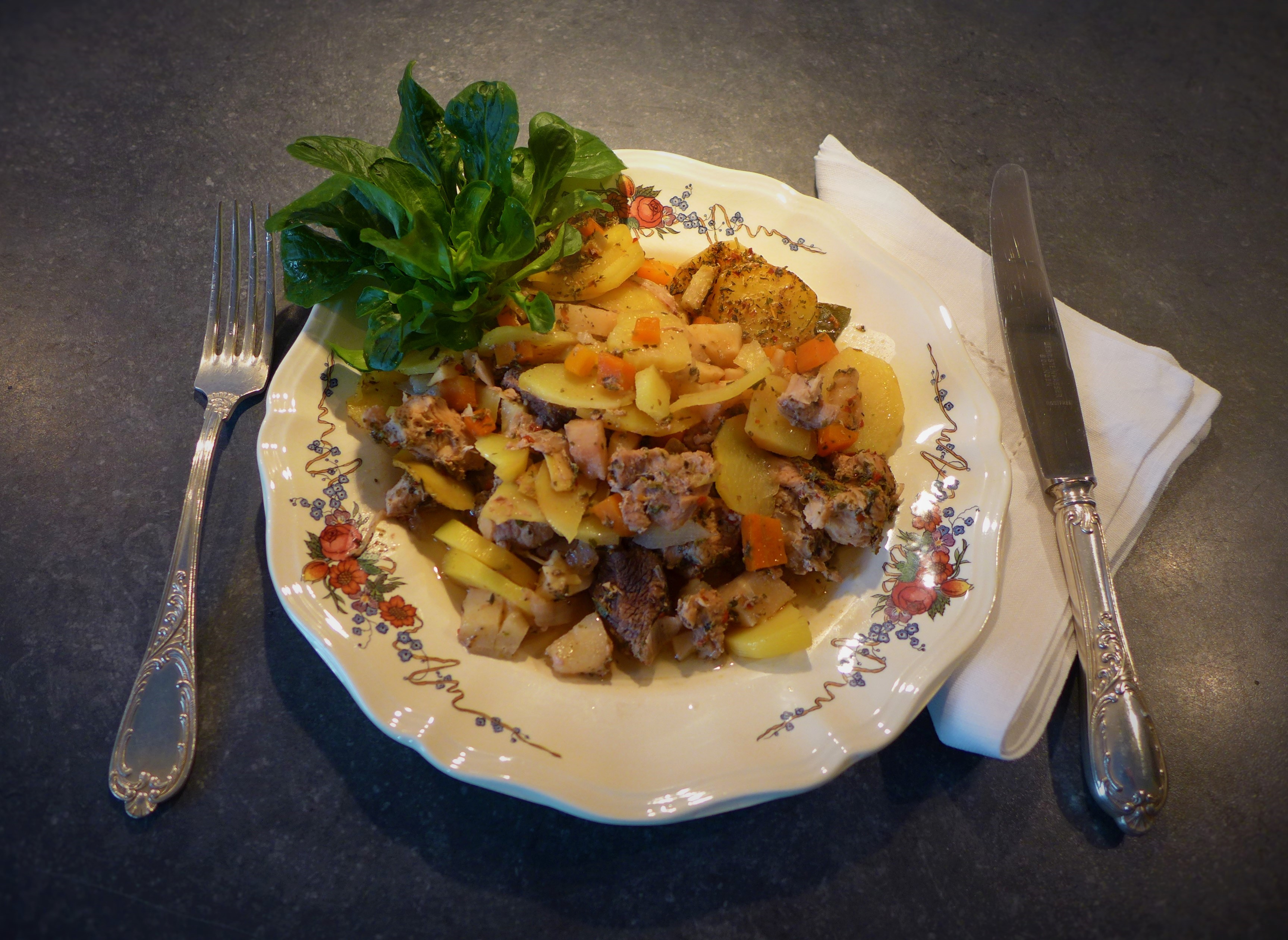
Bäckerofen
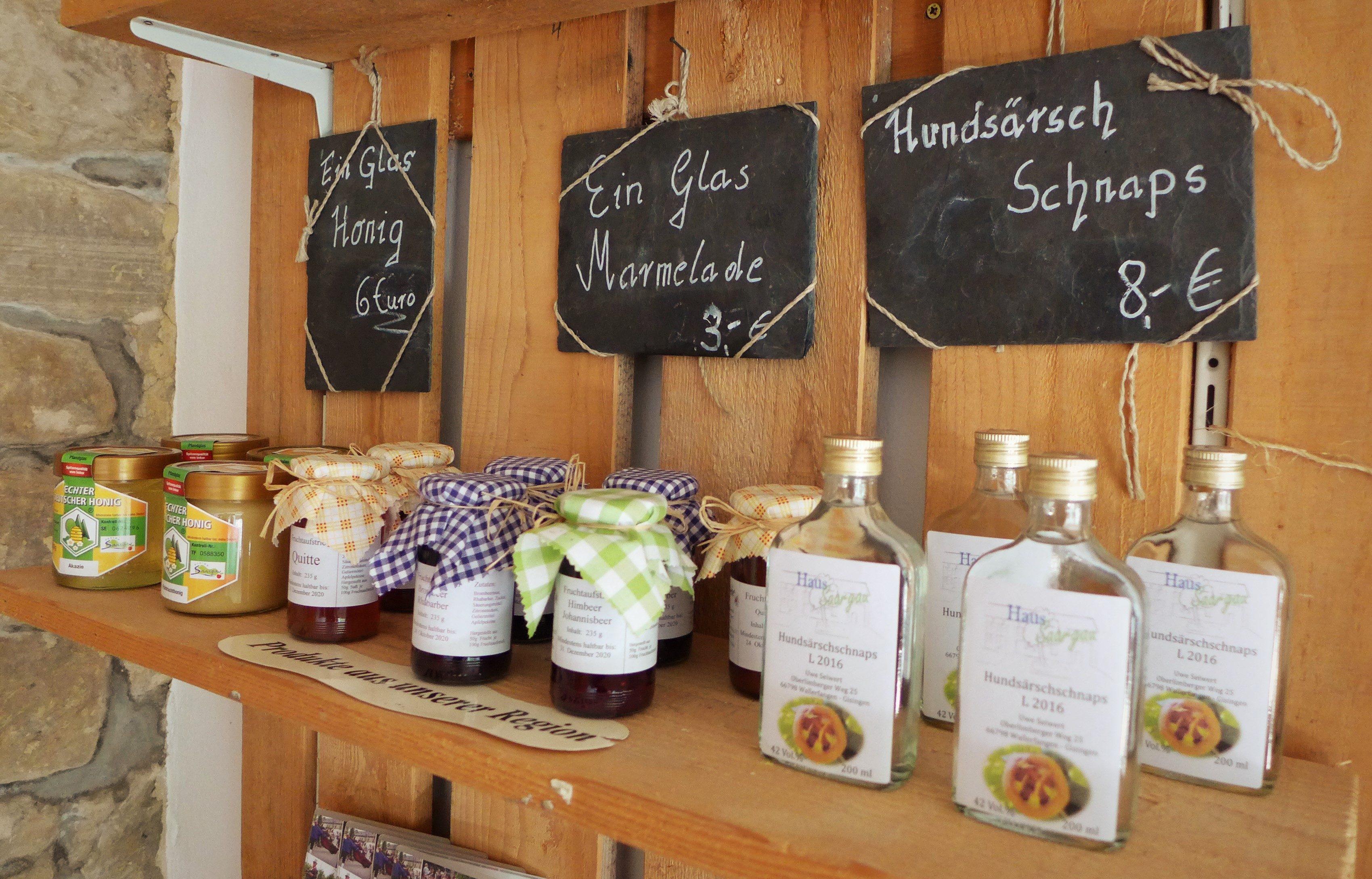
Honig, Marmeladen, und Mispelschnaps vom Saargau
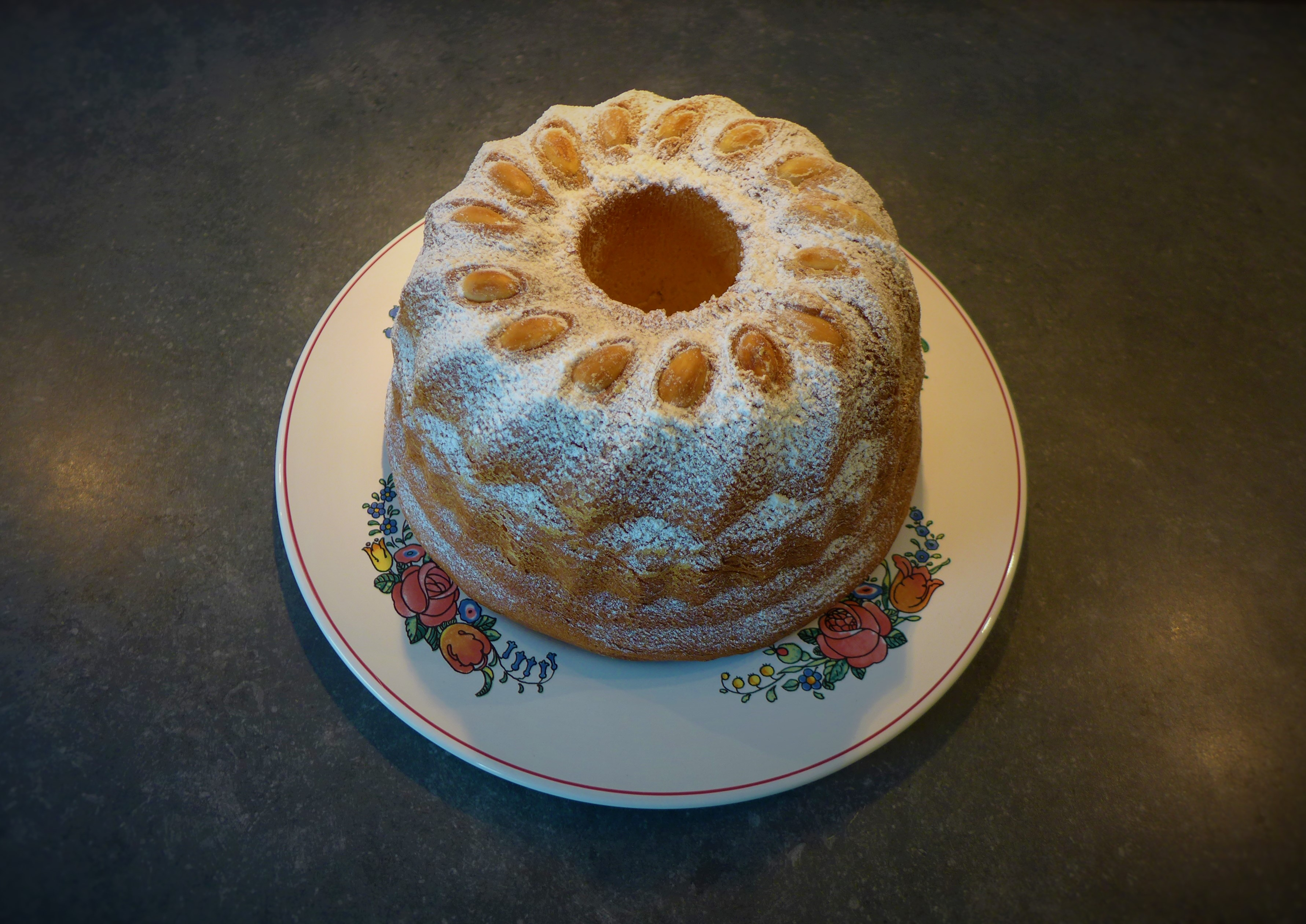
Gugelhupf mit Mandeln und Puderzucker

## Gastronomie
Häufig wird dem Saarland außerdem nachgesagt, die Nähe zu Frankreich habe auch Auswirkungen auf die Qualität der Küche. Ein Indiz dafür ist die Tatsache, dass pro Einwohner die Anzahl der Michelin-Sterne im Vergleich aller deutschen Bundesländer am höchsten ist. Frische Zutaten aus regionaler Produktion oder biologischem Anbau sind dabei sehr beliebt. Zu den herausgehobenen Gourmet-Restaurants der Region zählen etwa:
- Victor’s Fine Dining by Christian Bau in Perl, Ortsteil Nennig
- GästeHaus Klaus Erfort in Saarbrücken
- Hämmerle’s Restaurant – Barrique in Blieskastel
- Restaurant Esplanade in Saarbrücken
- Restaurant Louis im Hotel La Maison in Saarlouis
- Restaurant Kunz in St. Wendel, Ortsteil Bliesen

## Großmarkt und Handel
Einzelhändler, Marktleute, Supermärkte und Kioskbetreiber aus dem ganzen Saarland kauften ihr Obst und Gemüse im Großmarkt Saarbrücken. Die letzte Großmarkthalle wurde im Jahr 1997 errichtet. Ab vier Uhr morgens an sechs Tagen die Woche boten etwa 20 Großhändler ihre Waren an. Jeder belieferte hundert bis zweihundert Wiederverkäufer. Ein Verkauf an Endkunden war nicht üblich. Der Saarbrücker Großmarkt wurde im Jahr 1994 privatisiert und gehörte einem Geschlossenen Fonds mit etwa 50 Anlegern.
Herausgehobene Feinkosthandlungen existieren etwa im Saarlouiser Kaufhaus Ludwig Pieper, das im Jahr 1885 gegründet wurde. In der Feinkostabteilung sowie der angeschlossenen Metzgerei und Konditorei arbeiten etwa 100 Mitarbeiter. Darüber hinaus wird ein Restaurant betrieben. Weitere größere Feinkosthandlungen befinden sich etwa im Saarbrücker Warenhaus Karstadt oder im Warenhauses Galeria Kaufhof, ebenfalls in Saarbrücken. Im ganzen Land gibt es mehrere große und renommierte Wein-, Spirituosen- und Feinkosthandlungen.

## Tischkultur

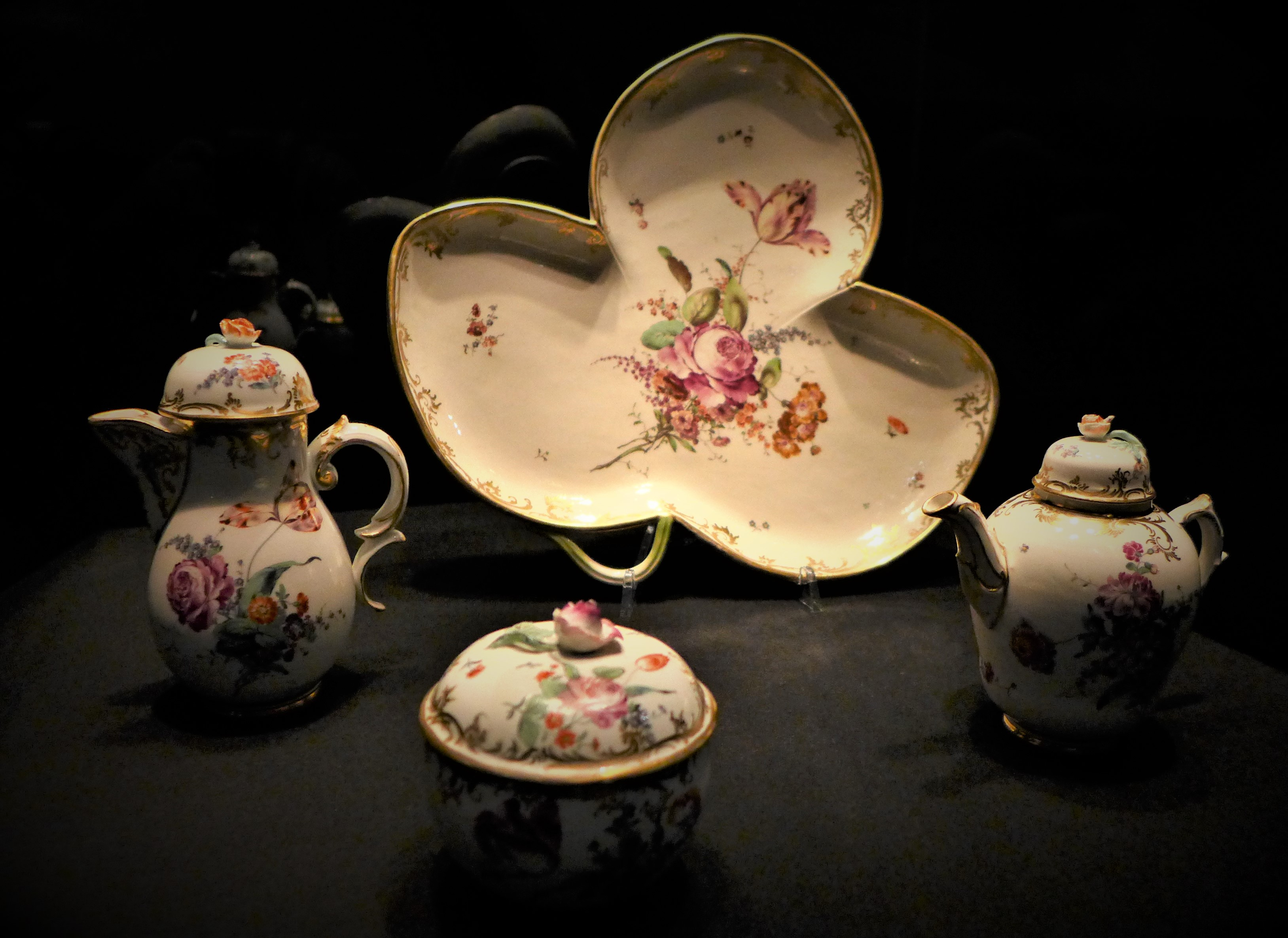
Fürstliche Solitaire-Garnitur mit kleeblattförmigem Teller, zwei Kännchen und einer Zuckerdose, Porzellanmanufaktur Ottweiler, 1765,
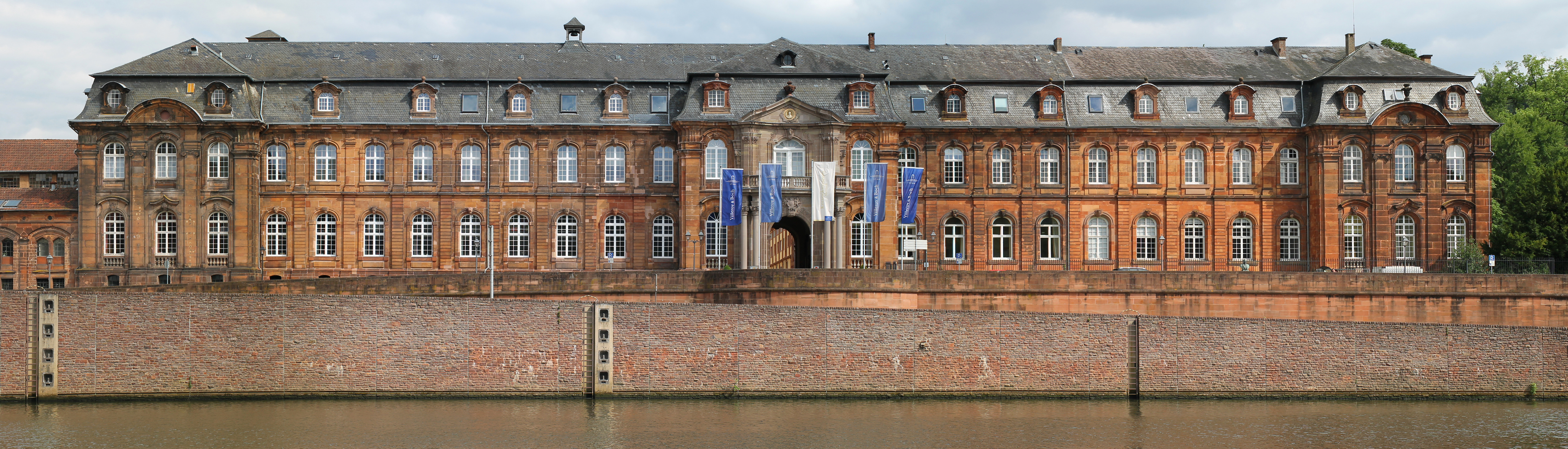
Alte Mettlacher Abtei, Firmensitz von Villeroy & Boch
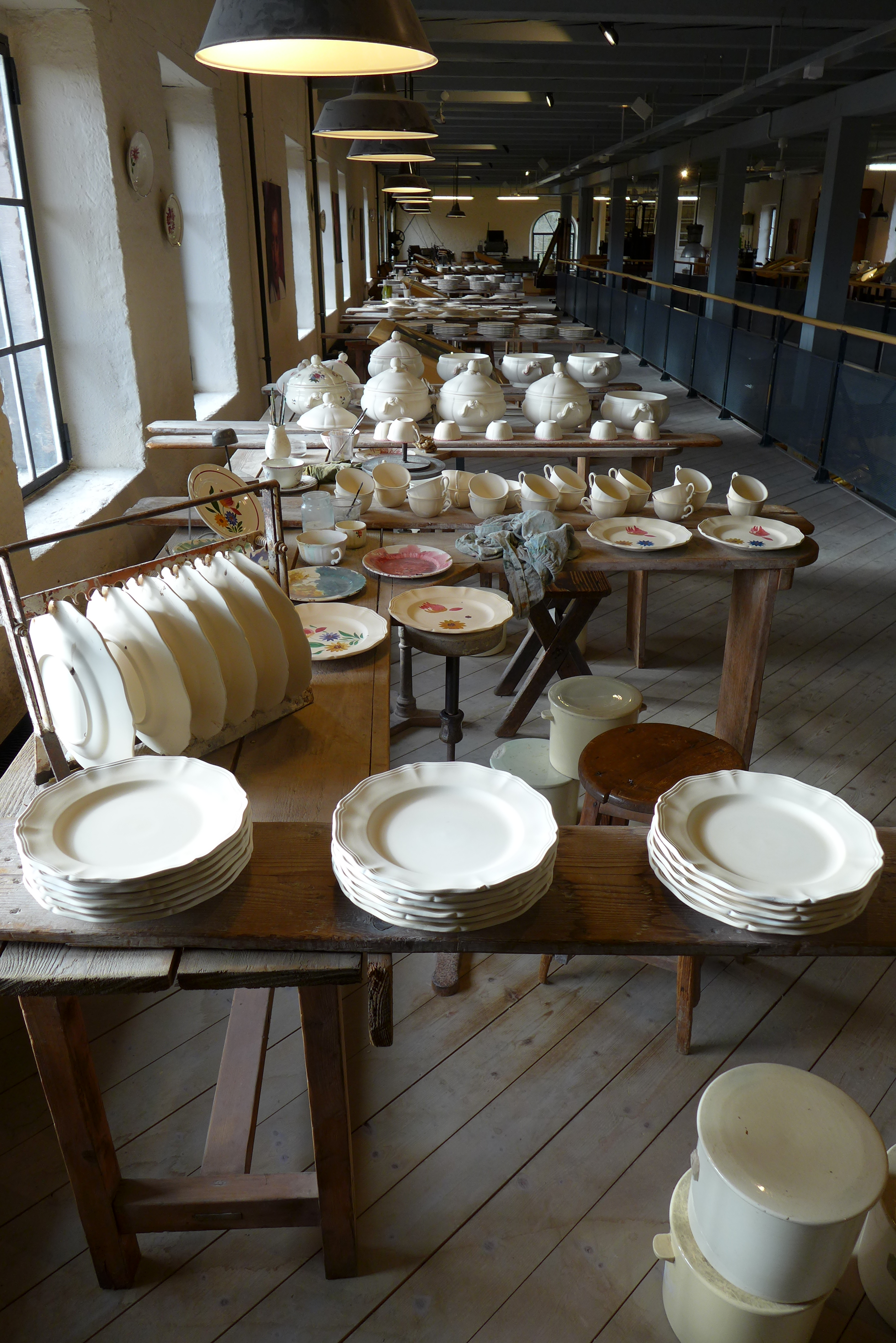
Historische Produktionsstätte von Saargemünder Keramik in der Bliesmühle
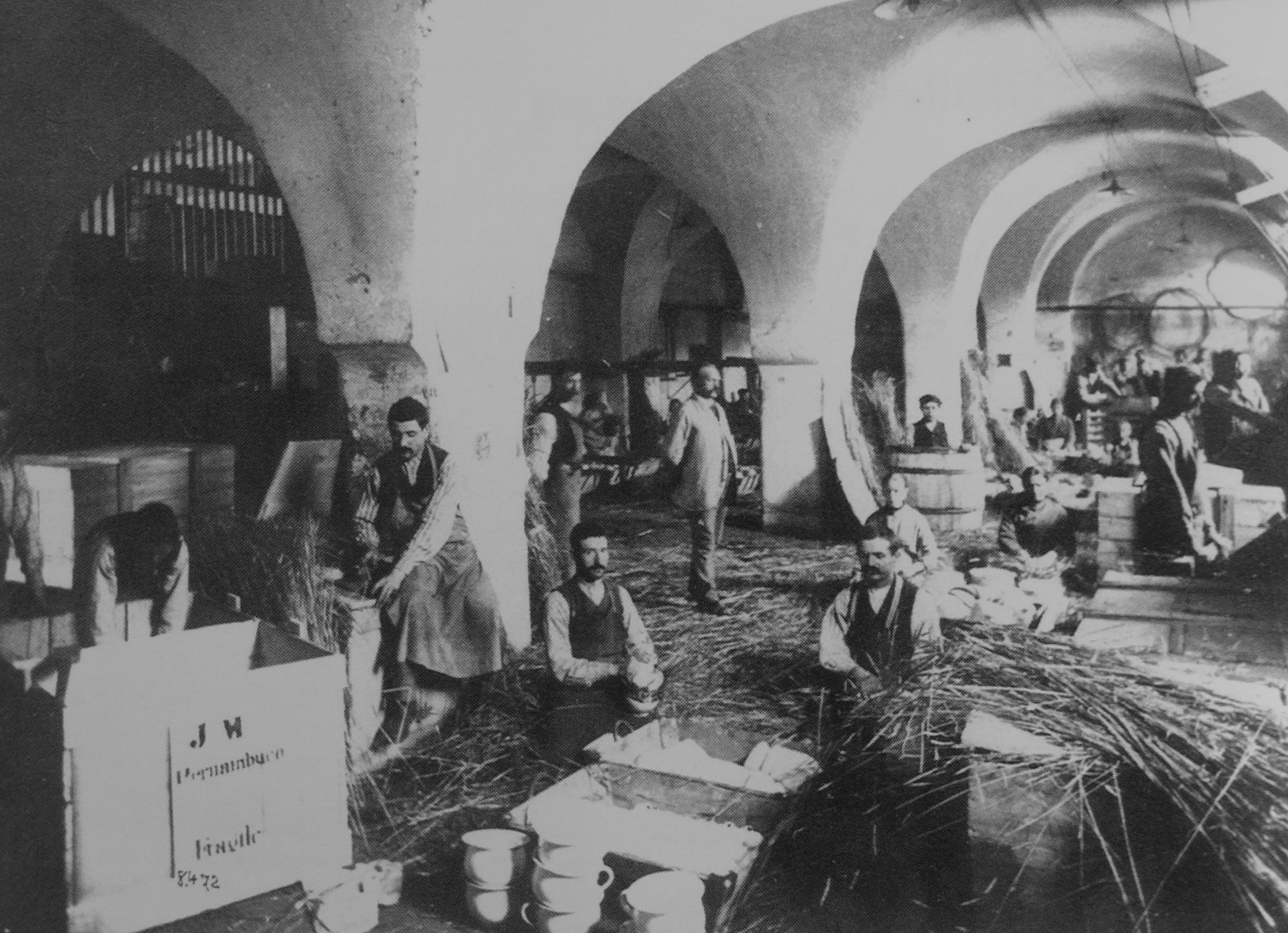
Wallerfangen, Packlager der Keramikfabrik um 1900
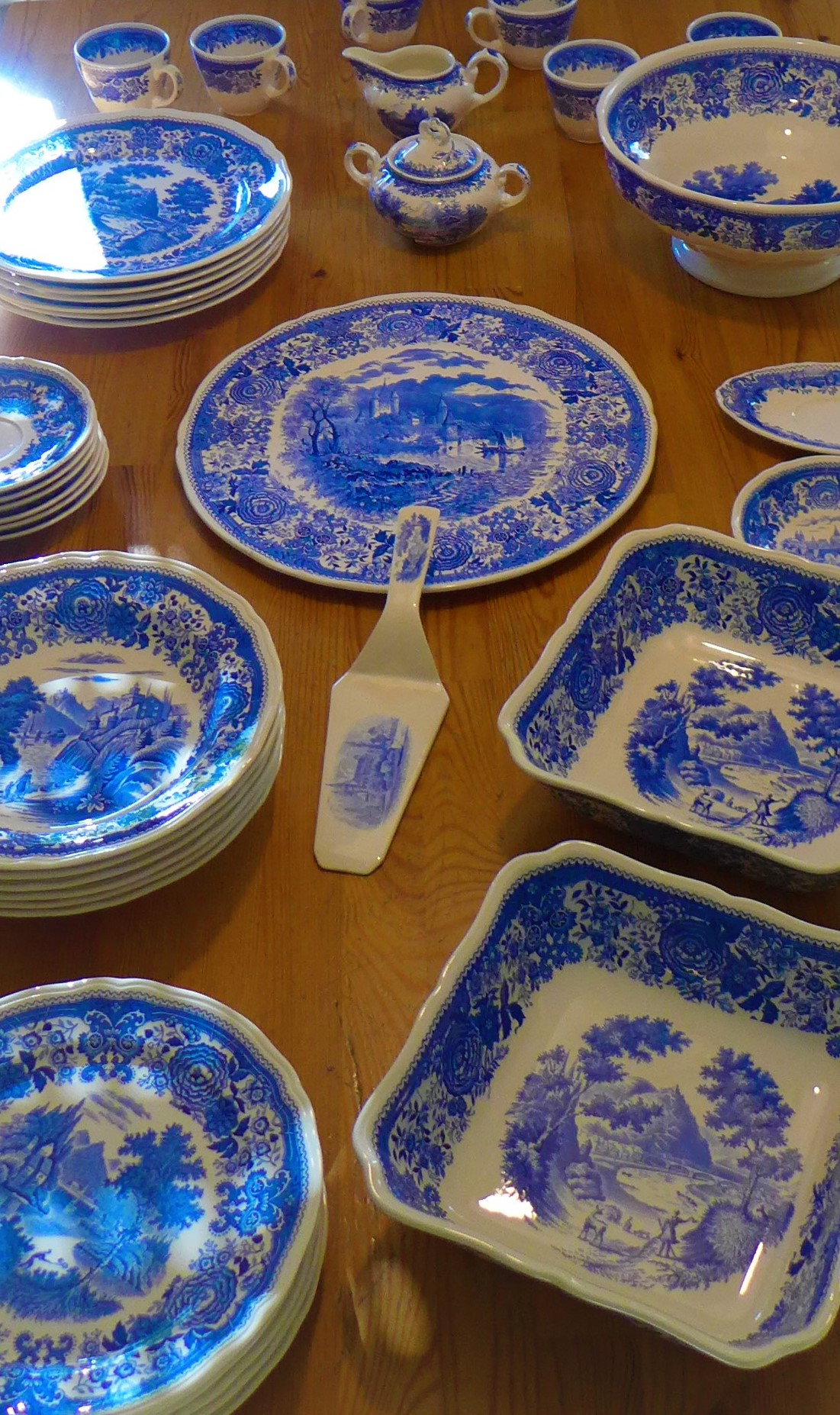
Teile der in Wallerfangen von Philipp Müller entworfenen Service-Serie „Burgenland“ (hier blaue Variante)
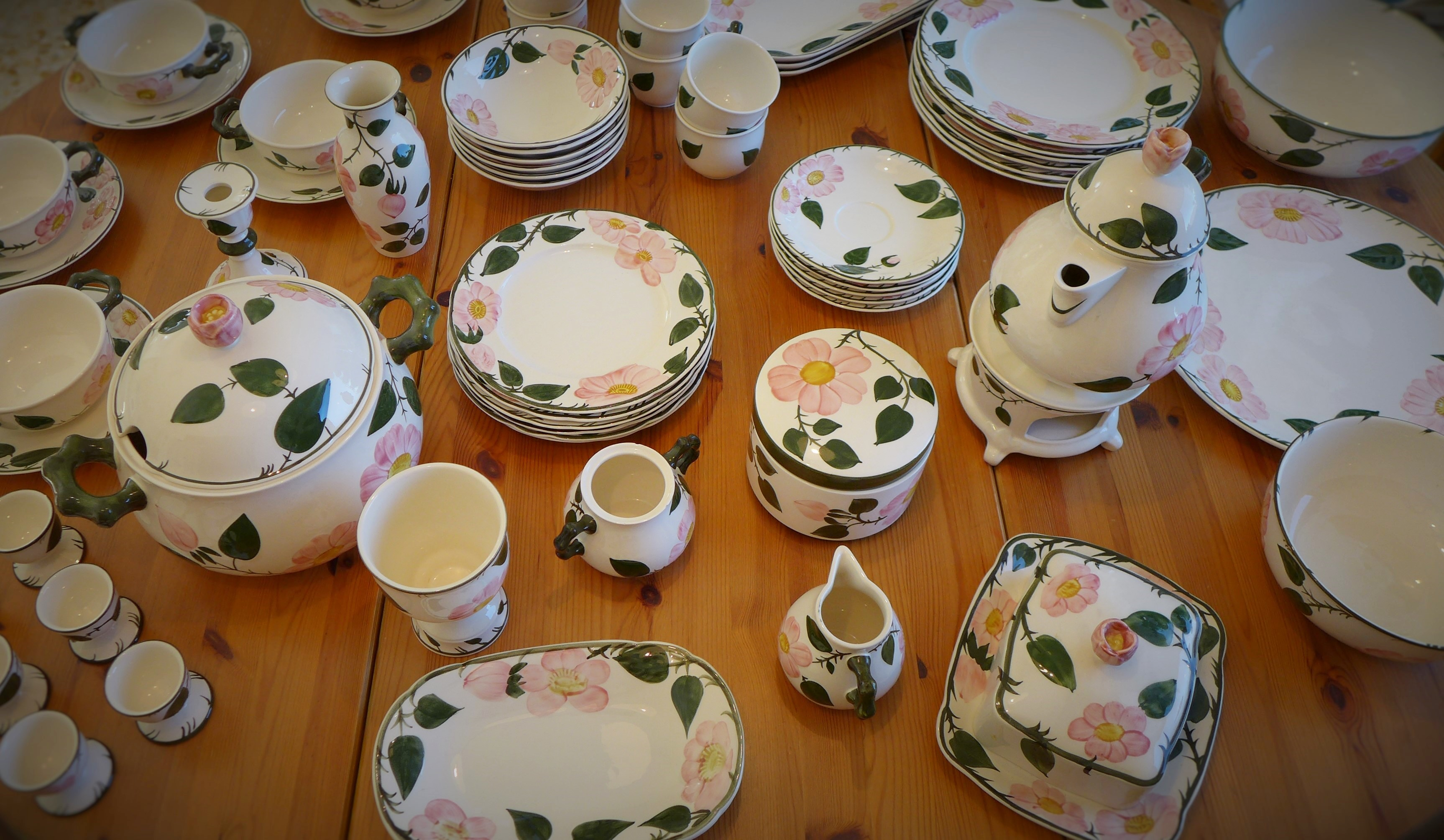
Handbemalte Variante der Mettlacher Tafelgeschirrserie „Wildrose“
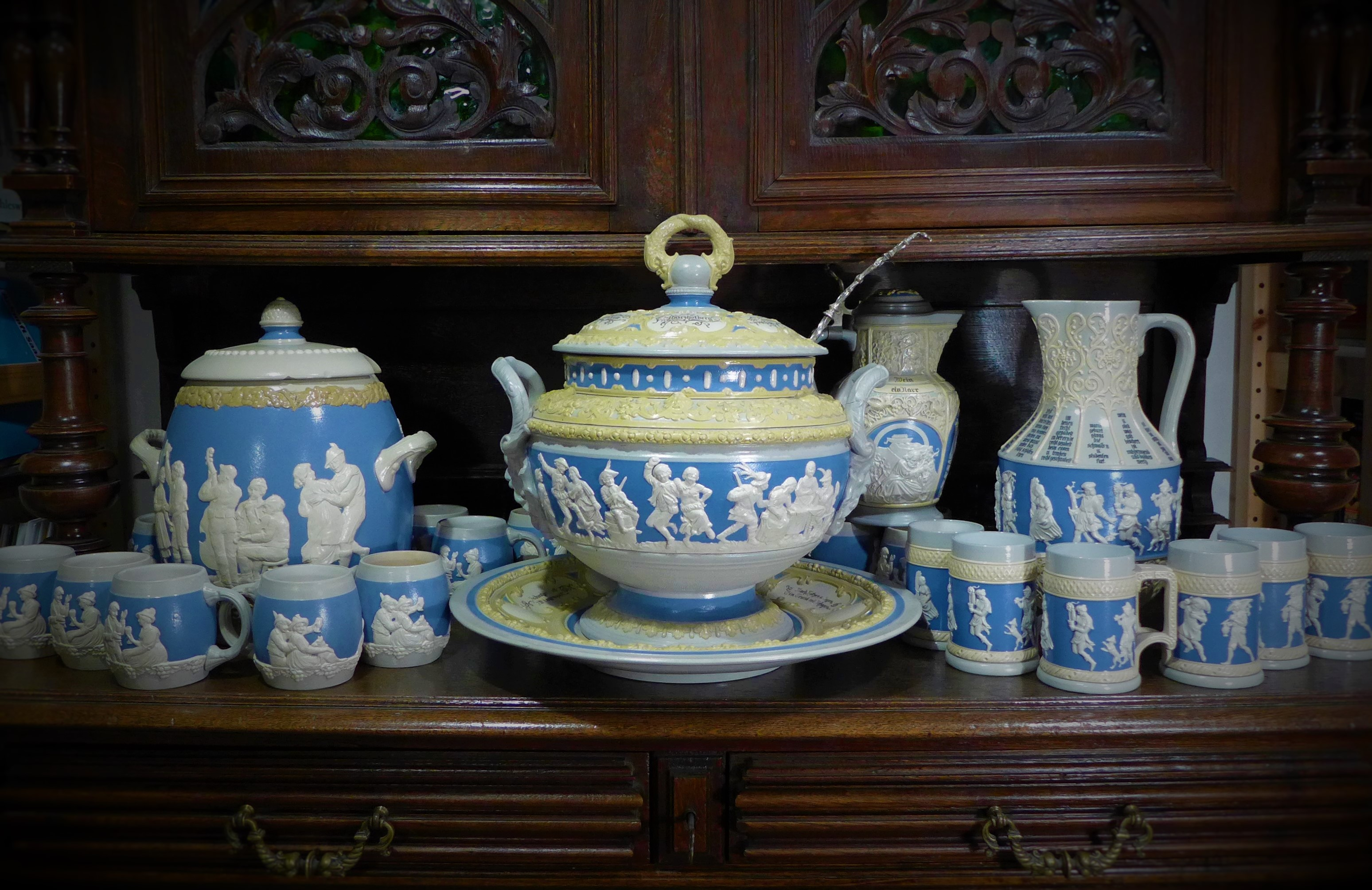
Mettlach, Villeroy & Boch, Bowleservice, Steinzeug, 19. Jahrhundert
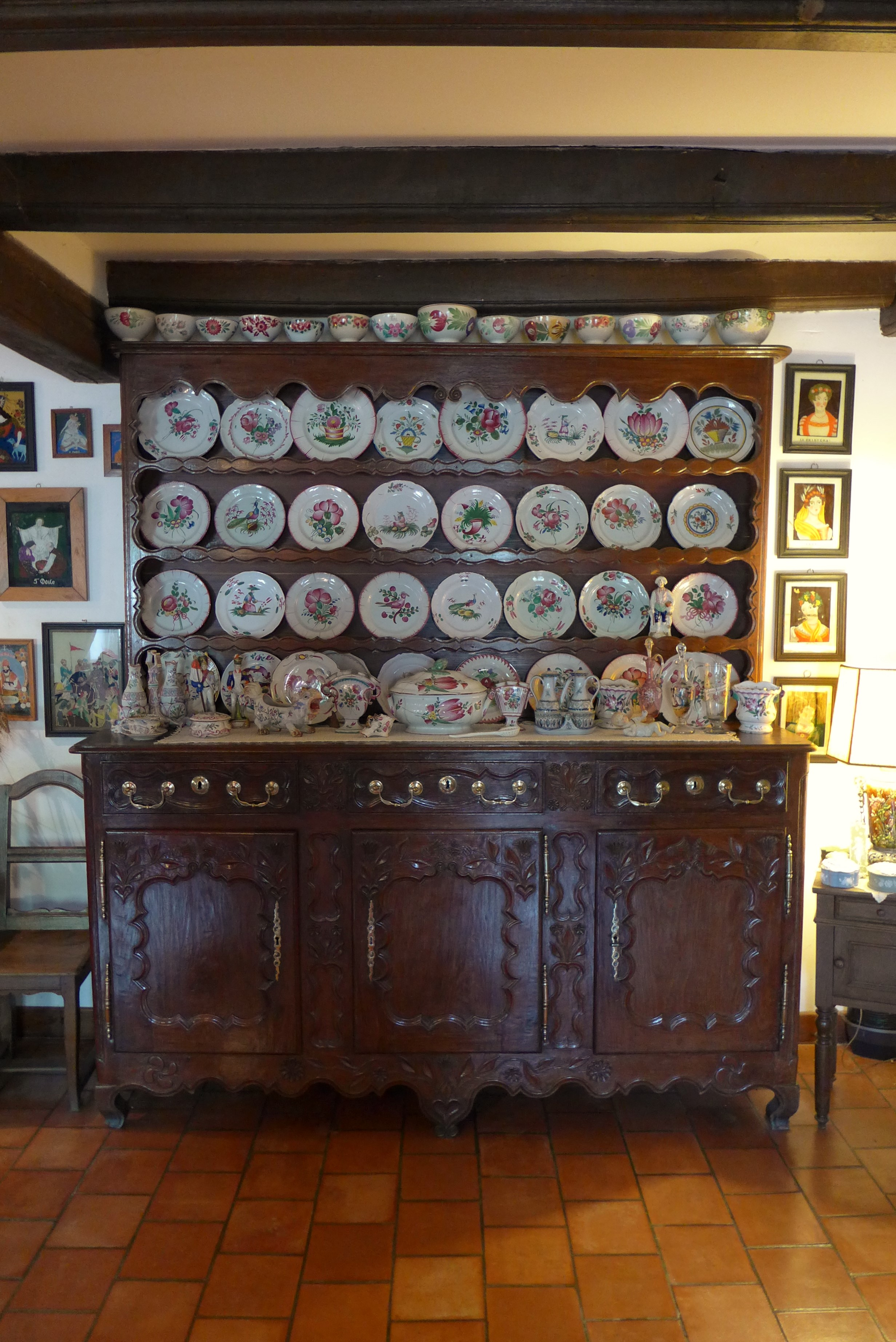
Typischer historischer Geschirrschrank der Region

### Keramik
Durch das Vorhandensein von historischen Manufakturen und produzierenden Firmen der Keramik- und Kristallherstellung – etwa die historische Porzellanmanufaktur Ottweiler oder die Zweibrücker-Porzellan-Manufaktur, aktuelle oder historische Produktionsstätten von Villeroy & Boch (Wallerfangen, Mettlach, Merzig, Wadgassen) sowie Saargemünder Keramik – nimmt die Tischkultur im Saarland seit jeher einen besonderen Platz ein. Zu beliebten traditionell-heimischen Tafelservices zählten im Saarland im 20. Jahrhundert etwa die traditionellen Serien „Alt-Luxemburg“, „Alt-Straßburg“, „Wildrose“, „Burgenland“ und „Rusticana“ (alle Villeroy & Boch) oder das von Henri Loux entworfene „Obernai-Service“ (Saargemünd, jetzt Lunéville). An avantgardistischeren Produktionen sind etwa die Serien La Boule oder „New Wave“ zu nennen. Grau-blaue Gebrauchsgeschirre und technische Keramik aus Steinzeug nach Westerwälder Art wurden seit 1721 bis in das 19. Jahrhundert in Krughütte gefertigt. Bei archäologischen Grabungen konnten im Jahr 2004 Werkstattabfälle einer ehemaligen Töpferei gesichert werden. Dabei wurden fast 4000 Fragmente von Töpfen, Kannen, Krügen, Flaschen, Schüsseln, Tellern und Brennhilfen geborgen.

### Gläser

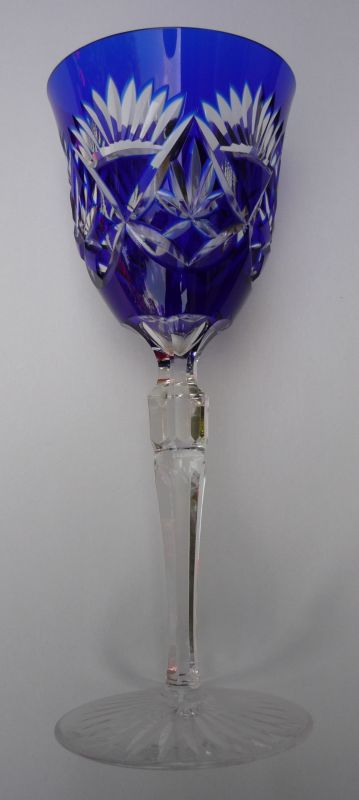
Blauer Bleikristallrömer aus Wadgasser Produktion

Das Saarland – zusammen mit Teilen Lothringens und des Elsasses – gehörte über vier Jahrhunderte zu den wichtigsten Gebieten der Glasherstellung in Europa. Die erste größere saarländische Glashütte stand seit 1616 in Ludweiler. Bereits um 1680 betrieb die Abtei Wadgassen eine eigene Glasmanufaktur. Für den Warndt sind 23 Glashüttenstandorte belegt. Holz und Sand für die Glashütten, klares Wasser sowie auch Farne und Heckengewächse für die Pottasche waren in diesem ausgedehnten Waldgebiet reichlich vorhanden. In der zweiten Hälfte des 19. Jahrhunderts entwickelte sich die Glasherstellung zum drittgrößten Industriezweig im Saarland. Zu Beginn des 20. Jahrhunderts zählten die Glasfabriken in Völklingen-Fenne und in Wadgassen zu den bedeutenden Glashütten Europas, die mit insgesamt über 1300 Arbeitern Glasartikeln produzierten, die in ganz Europa und nach Übersee verkauft wurden. In Wadgassen wurden Gläser geblasen, farbig überfangen, geschliffen, graviert und bemalt. Darüber hinaus wurde auch seit 1846 Pressglas in verschiedenen Farben bis hin zu Uranglas nach französischer (Bleikristall) oder böhmischer (Halbkristall ohne Bleioxyd) Art mit Ausnahme von Opalglas produziert. Ab den 1880er Jahren fertigte man ganze Speiseservice aus Pressglas mit Schliffimitationen. Nach der Schließung der im Jahr 1843 gegründeten Kristallglashütte in Wadgassen im Jahr 1986 für die Großproduktion und im Jahr 2010 für die Kleinserienproduktion werden momentan die aktuellen Glasserien der Firma Villeroy & Boch nur noch im Saarland entworfen und als auswärtige Auftragsproduktionen hergestellt. Historische Werkstücke und Kataloge werden im Archiv in Mettlach gesammelt. Die Glasproduktion in Fenne war bereits im Jahr 1939 aufgrund des Kriegsausbruches im Sommer 1939 geschlossen worden, da sie innerhalb der Roten Zone gelegen war. Die Glashütte in St. Ingbert wurde 1975 eingestellt. Die Hochschule der Bildenden Künste Saar lässt Entwürfe zu gläsernem Tafelschmuck und Gebrauchsglas in der traditionsreichen Glashütte in Meisenthal (Centre International d’Art Verrier, CIAV) fertigen.

### Geschirrschränke
Eine Spezialität der Schreiner der lothringisch-saarländischen Region war die Fertigung von großen Geschirrschränken aus Eichenholz, die zwischen den Jahren 1750 und 1850 ihre Blütezeit erlebte. Die Geschirrschränke bestehen aus einem breiten Unterteil und einem Aufsatz für Teller. Zuweilen fehlt auch das Oberteil für die Teller und die Geschirrschränke haben die Form von Anrichten oder Kredenzen. Die Gestaltung der Türen mit reichen Schnitzereien im Stil des späten Rokoko und die Möglichkeit der senkrechten Aufstellung der Teller in einer mehrstöckigen Wandetagere dienten in besonderem Maße der Repräsentation des Wohlstandes eines Haushaltes. Rillen in den Etagerenborden verhindern das Abrutschen der in der Region gefertigten Fayence-Teller. Die Prunkmöbel wurden üblicherweise in der „Guten Stube“ eines Hauses aufgestellt.

## Nahrungsmittelhersteller

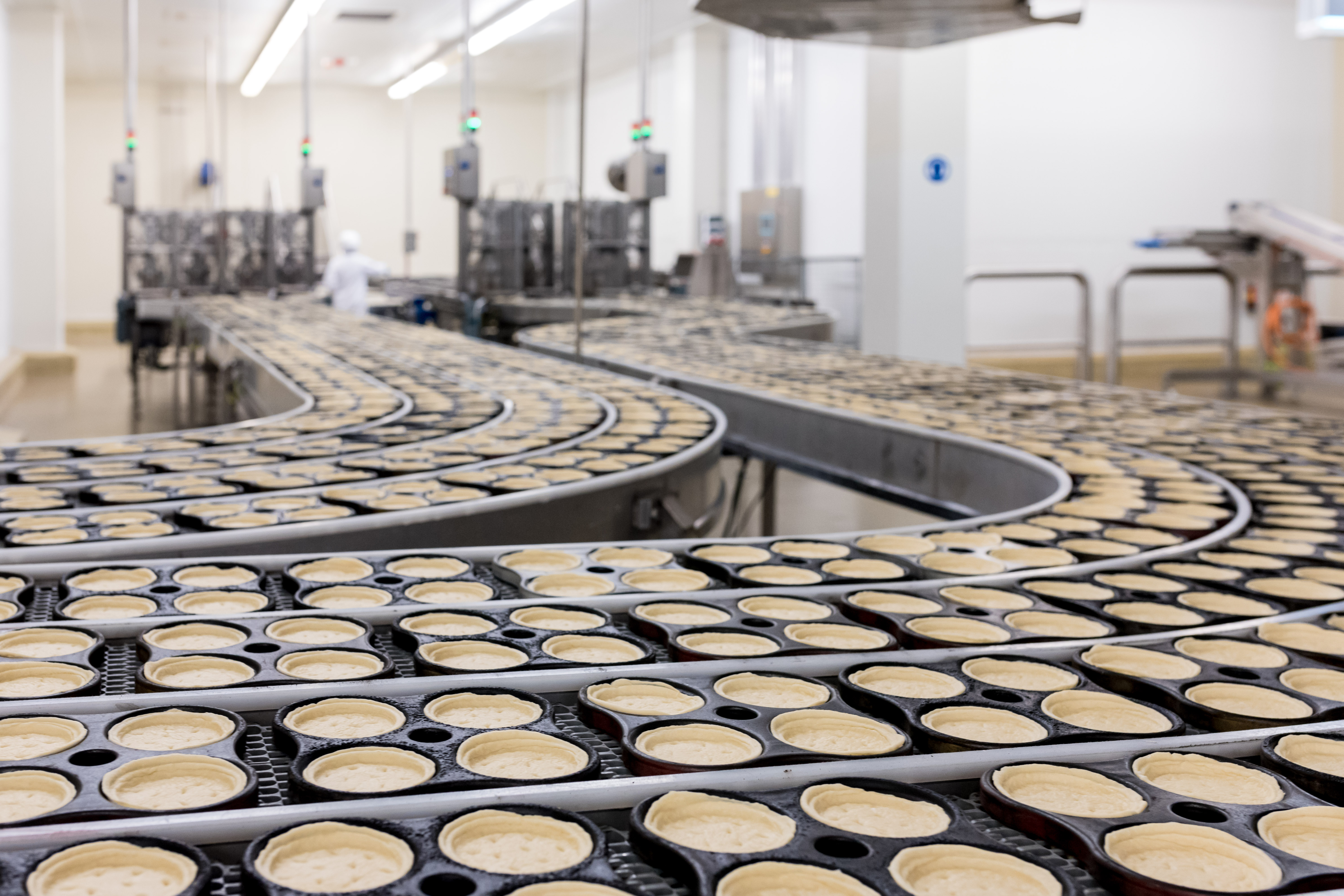
Produktionslinie der Firma Nestlé-Wagner in Nonnweiler
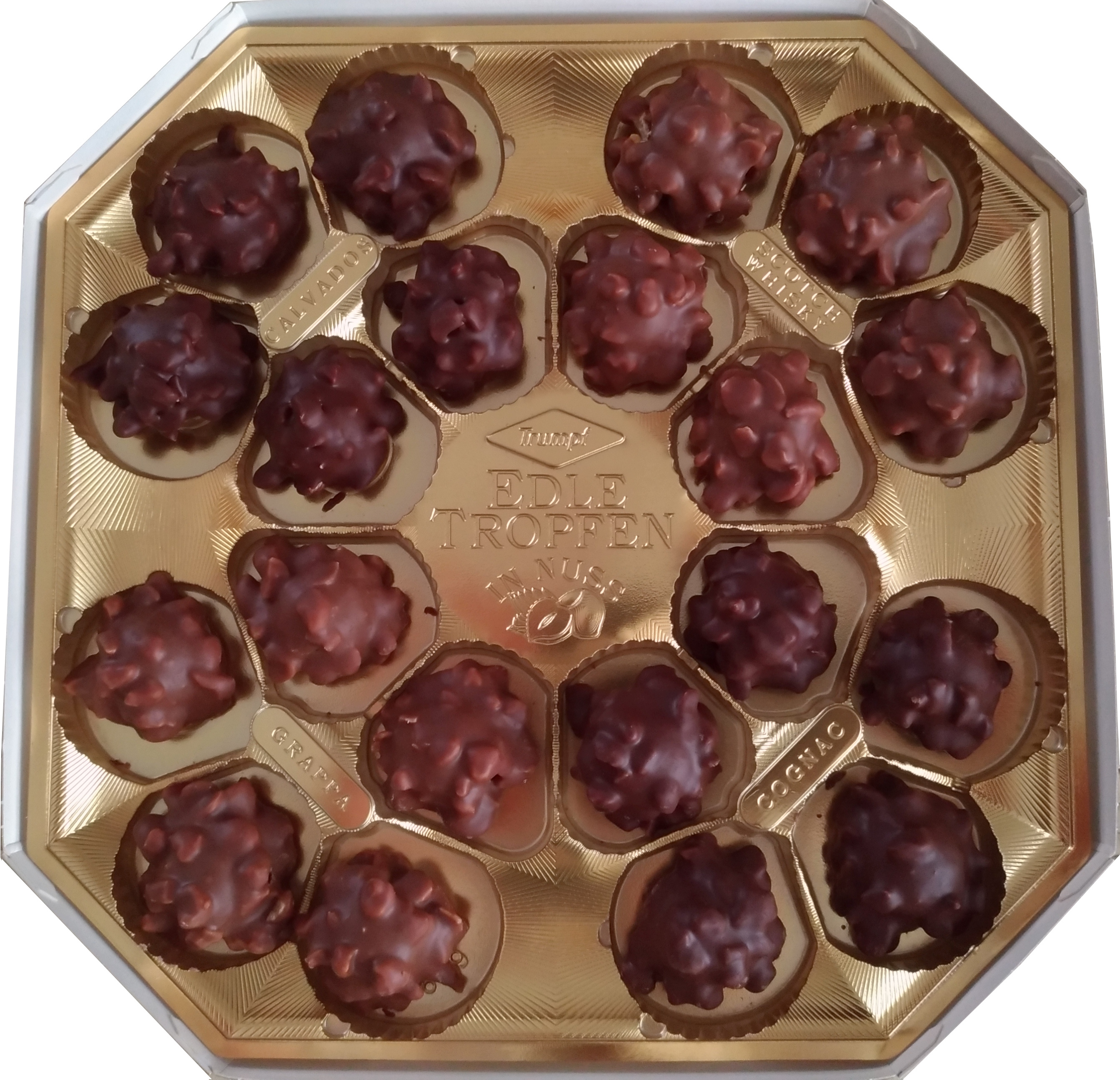
Alkoholgefüllte Pralinenmischung der Firma Ludwig aus Saarlouis

Größere saarländischen Nahrungsmittelhersteller:
- Die aus der Bäckerei Wagner hervorgegangene Firma Nestlé Wagner in Nonnweiler stellt mit ca. 1800 Mitarbeitern Tiefkühlpizzen und weitere Tiefkühlprodukten her. Produkte, die zur Lieferung ins Ausland bestimmt sind, werden dort unter anderen Marken vertrieben, beispielsweise unter dem Markennamen Buitoni.[28] Das Unternehmen gilt im Bereich Tiefkühlpizzen als einer der größten europäischen Anbieter.[29] Seit 2012 hält Nestlé alle Anteile am ursprünglichen Unternehmen Wagner.[30][31]

- In den Trumpf-Schokolade-Fabriken in Saarlouis (Fraulautern) und Saarwellingen werden die Produkte „Schogetten“, die Luftschokolade „Aero“ sowie „Edle Tropfen in Nuss“ gefertigt.[32] Das Unternehmen gehört zu den 20 größten Schokoladen-Herstellern in Europa. Von den 1500 Mitarbeitern, die Ludwig Schokolade beschäftigt, arbeiten rund 1100 im Saarland. Neben dem Werk in Saarlouis gehören eine weitere Fertigung und ein vollautomatisches Hochregal-Lager mit mehr als 30.000 Stellplätzen in Saarwellingen dazu. Der gesamte deutsche Lebensmittelhandel zählt zu den Kunden. Seit 1998 gehört Ludwig Schokolade zum Familienunternehmen Krüger aus Bergisch Gladbach. Gründer der Schokoladenfabrik war die Bouser Firma Poser, die sie später an die Aachener Monheim-Gruppe verkaufte, aus der im Jahr 1986 die Firma Ludwig-Schokolade hervorging - benannt nach dem Unternehmer und Kunstmäzen Peter Ludwig, der in die Familie Monheim eingeheiratet hatte.[33]

- Das Unternehmen Rolf Herzberger in Saarbrücken vertreibt mit etwa 200 Mitarbeitern gehobene Weine, Sekte und Spirituosen internationaler Markenhersteller. Das Zentrallager der Saarbrücker Unternehmenszentrale bietet eine Kapazität von mehr als 3 Millionen Flaschen. Das Unternehmen vertreibt Weine aller bedeutenden französischen Anbaugebiete.[34]

- Das größte Gemüseanbaugebiet des Saarlandes ist die Lisdorfer Au.[35] Nach dem ehemals hier gelegenen, von Wallerfangen aus verlagerte Kapuzinerkloster wird sie auch Kapuzinerau genannt. Das durch die Überschwemmungssedimente der Saar fruchtbare Gelände liegt innerhalb einer Flussschleife und wurde unter König Ludwig XIV. ursprünglich zur Versorgung der in der Festung Saarlouis stationierten Soldaten angelegt.